# Sperrstelle Weiach

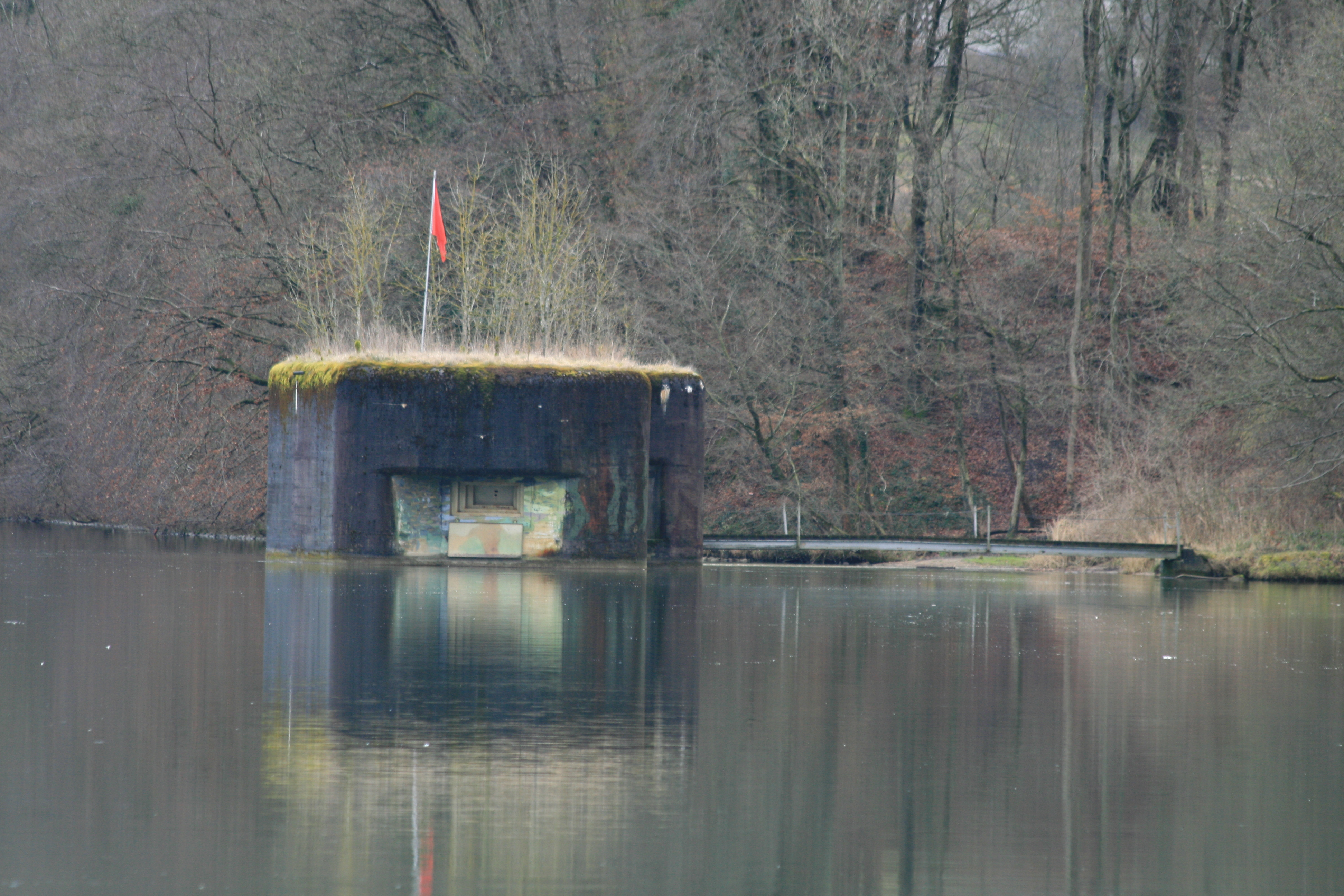
Infanteriebunker «Fisibach-Bleiche» A 5401

Die Sperrstelle Weiach war eine Grenzbefestigung der Grenzbrigade 6 der Schweizer Armee. Sie erstreckt sich auf dem linken Rheinufer von Kaiserstuhl über Weiach, Zweidlen bis Rheinsfelden/Glattfelden.
Ihre Werke sicherten das Rheinufer und die Strassenachsen Richtung Zürcher Unterland.
Sie gilt als militärhistorisches Denkmal von regionaler Bedeutung.

## Frühere Befestigungen
In prähistorischer Zeit suchten die Bewohner dieses Grenzgebietes Schutz auf den Höhen, wie die archäologischen Fundstellen der Fluchtburg und Wallanlagen auf der Ebnet/Fasnachtflue und dem Wörndel/«Leuenkopf» bei Weiach bezeugen. Auf dem «Leuechopf» gab es vermutlich einen mittelalterlichen Rundturm.
Um 370 n. Chr. lösten germanische Vorstösse den Bau einer Reihe von römischen Befestigungen am Rhein aus. Auf dem Gebiet der Sperrstelle befanden sich römische Wachtürme und Rheinbefestigungen bei Leebern/Heidenbuck, im Hardwald und bei Zweidlen-Schlossbuck mit bis zu 2,5 m dicken Mauerfundamenten.
Der Festungsbaumeister Hans Caspar Werdmüller erstellte 1706 die reformierte Kirche Weiach als Wehrkirche. Sie sollte zusammen mit der Pfarrscheune, dem Pfarrhaus und der Friedhofsmauer als militärischer Stützpunkt gegen die überwiegend katholisch geprägte Gemeine Herrschaft Grafschaft Baden dienen. Im Zweiten Villmergerkrieg bezog zürcherische Artillerie den befestigten Kirchhof, ohne dass es zu Kriegshandlungen kam. Das an der Grenze des Stadt Zürcher Herrschaftsgebietes gelegene Weiach diente als Korpssammelplatz für einen Teil der Zürcher Unterländer Truppen.

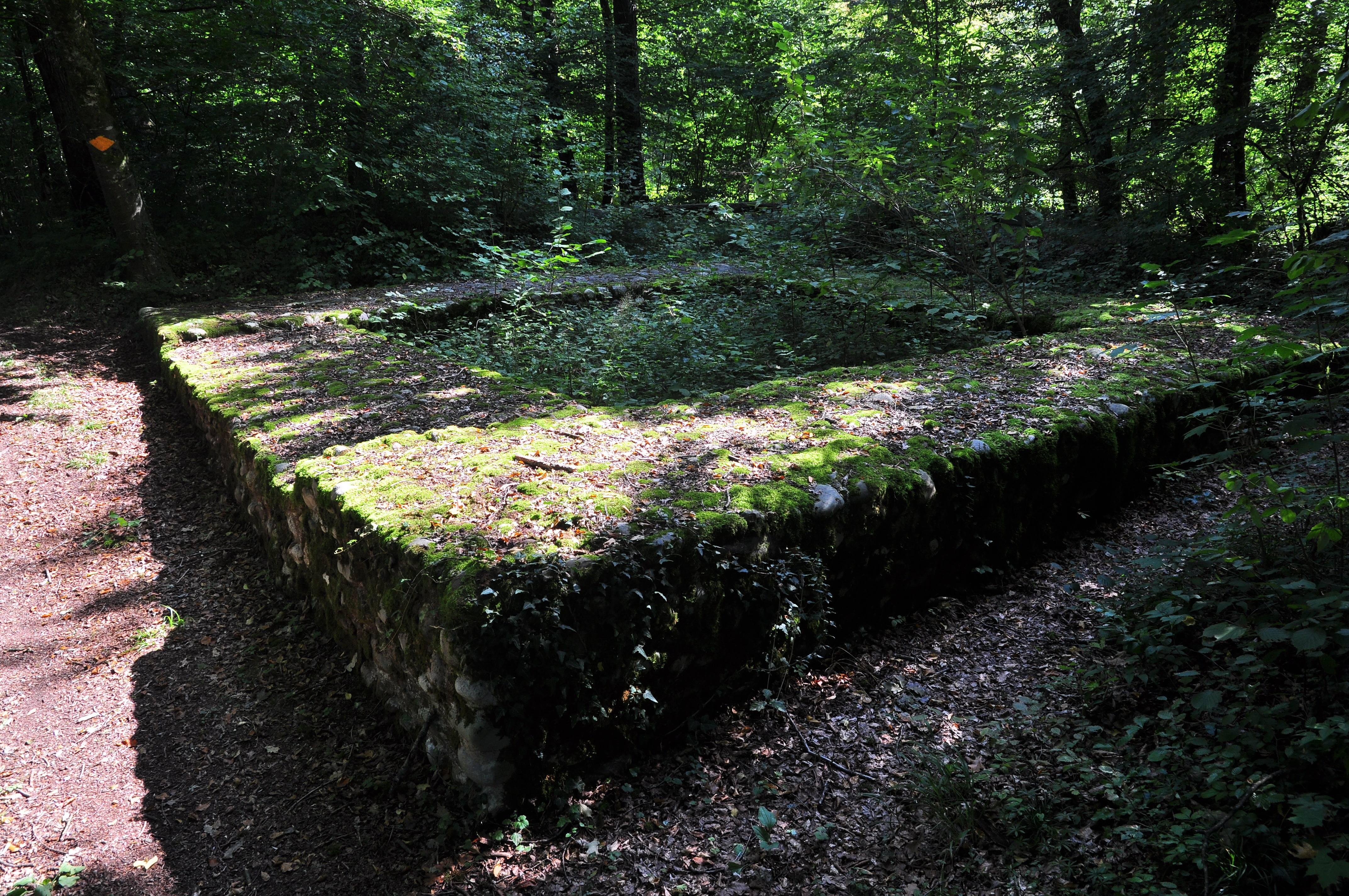
Römischer Wachtturm Hardwald
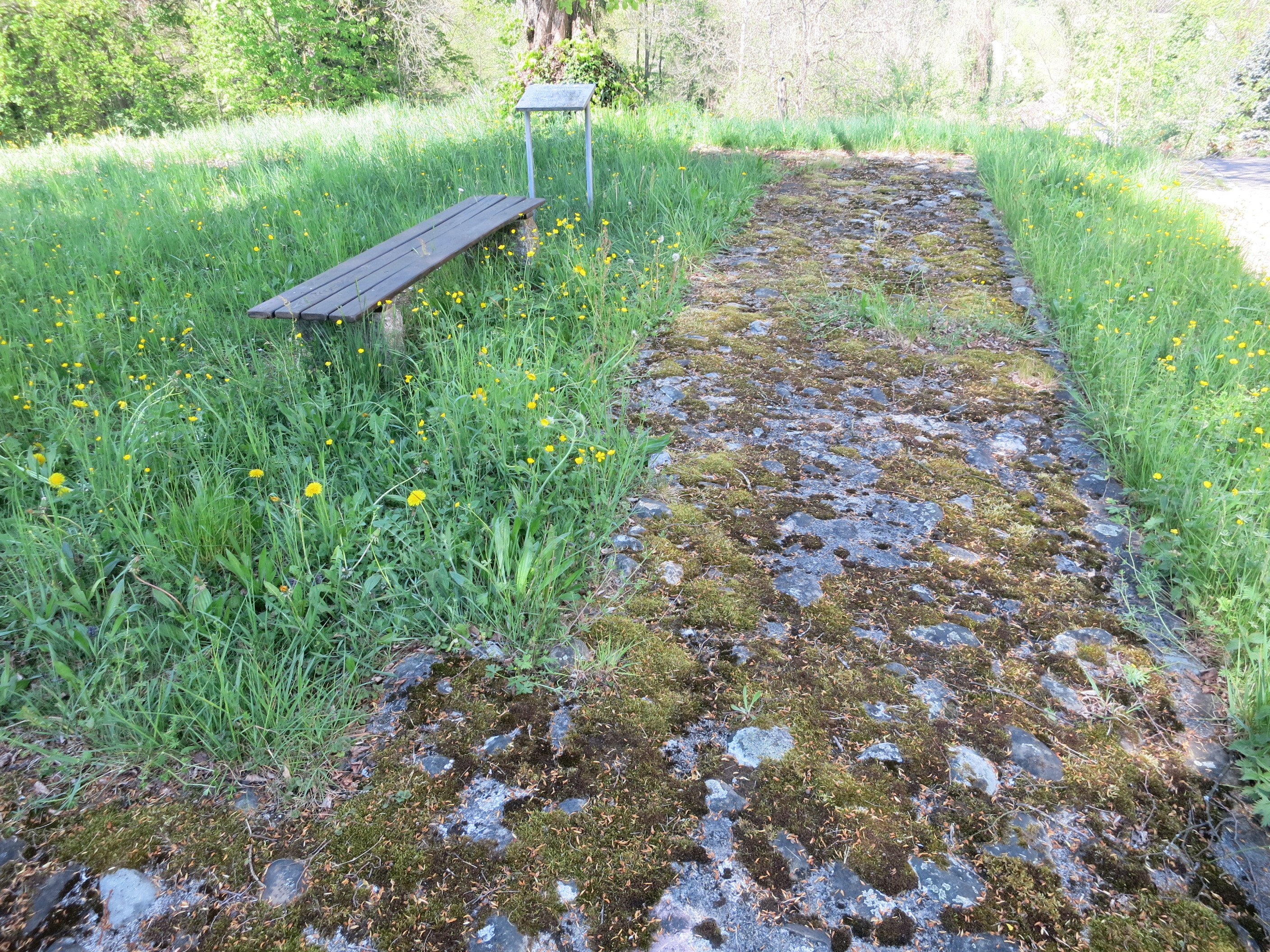
Römischer Wachturm Zweidlen-Schlossbuck
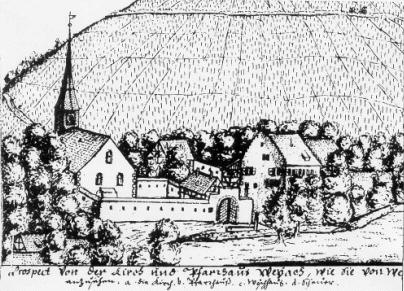
Wehrkirche Weiach um 1716
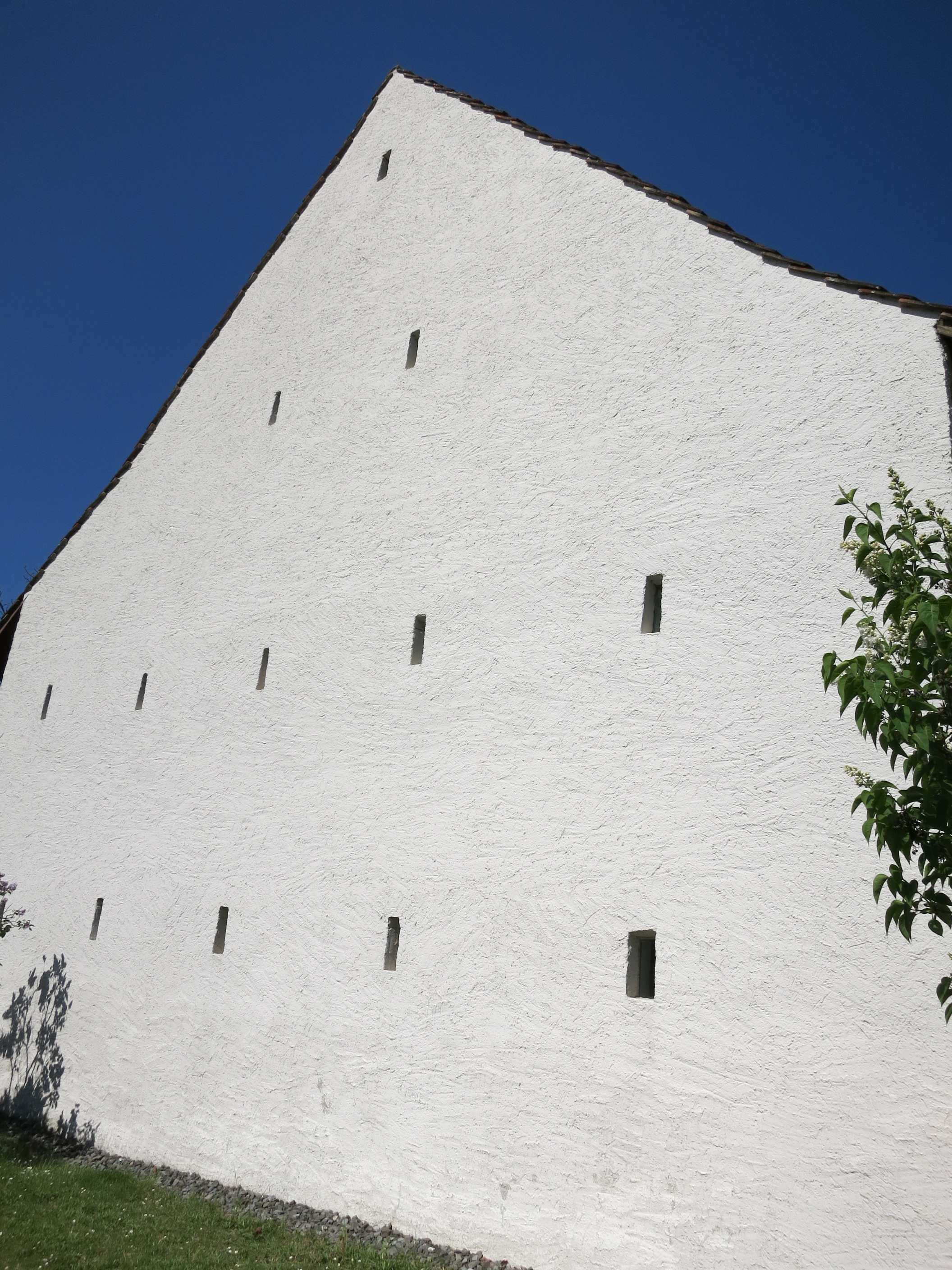
Wehrkirche Weiach: Pfarrscheune

## Geschichte
Während des Zweiten Weltkriegs wurde der Rhein eine befestigte Grenze.
Glattfelden-Aarüti und Weiach-Raat gehörten zu den Schlüsselräumen der Grenzbrigade 6 im linken Abschnitt südlich des Rheins. Im Abschnitt zwischen Weiach und Rheinsfelden (Gemeinde Glattfelden) wurden zwei Verteidigungslinien mit zahlreichen Anlagen gebaut, wobei die zweite Verteidigungslinie nur noch teilweise erhalten ist.
Hinter dem Rhein als erste Verteidigungslinie erstreckten sich von Fisibach (AG) über Weiach bis Letten (Gemeinde Glattfelden) die Tankmauer und Bunker der zweiten Verteidigungslinie, von der noch alle grösseren MG Bunker erhalten sind. Die Tankmauer (T 2708), die sich über die gesamte Verteidigungslinie erstreckte, wurde zum grossen Teil rückgebaut.
Das Kraftwerk Rheinsfelden galt als Brücke, für die besondere Verteidigungsmassnahmen getroffen wurden. Stauwehr und der Stauwehrbrücke wurden zur Sprengung vorbereitet (Sprengobjekte SprO M0682 und M1907). Gegen einen Handstreich, wurde die Stauwehrbrücke in der Mitte mit Stacheldraht und einem Tor gesichert. Im Dach des Kraftwerksgebäudes (oberhalb des ehemaligen Zollhäuschens) wurde ein Maschinengewehrstand (A 5412) mit je einem Mg-Stand an beiden Ecken sowie mit kleineren Schiessscharten für Karabiner errichtet. Im Stollen des Stauwehr wurde eine zweite Waffenstellung errichtet. Bei zwei Bombenangriffen auf das Kraftwerk durch amerikanische Flugzeuge kamen am 9. November 1944 drei Zivilisten ums Leben.
Während der Armee 61 wurden die Verteidigungslinien verstärkt. Die zweite Verteidigungslinie erhielt in den 1960er-Jahren VOBAG-Unterstände, Kugelbunker und Pak-Garagen. Vier Pak-Garagen für die mobile Panzerabwehr sind erhalten geblieben. Bei Weiach und Glattfelden bilden diese Anlagen eine dritte Verteidigungslinie hinter dem Rhein.
Mit Einführung der Armee 95 wurde die Grenzbrigade 6 zusammen mit allen anderen Grenzbrigaden und den drei Reduitbrigaden aufgelöst. 2012 wurden die letzten Sperrstellen und permanenten Befestigungen aufgegeben und entklassifiziert.

## Sperrstelle Weiach
Mehrere Bunker der Sperrstelle Weiach (Armeebezeichnung Nr. 672) am Rheinufer und bei Zweidlen-Lätten liegen direkt an Wanderwegen.
- Infanteriebunker «Weiach West» A 5371: MG ⊙
- Infanteriebunker «Weiach Ost» A 5372 ⊙
- Infanteriebunker «Fisibach» A 5400: Mg ⊙
- Infanteriebunker «Fisibach-Bleiche» A 5401: 2 Mg ⊙
- Unterstand «Fisibach-Blöhliboden» A 5402 ⊙
- Infanteriebunker «Kaiserstuhl-Pumpenhaus» A 5403: 2 Mg ⊙
- Unterstand «Weiach-Griesgraben» A 5404: ⊙
- Infanteriebunker «Weiach-Griesgraben» A 5405 : Mg ⊙
- Infanteriebunker «Weiach-Sädelbach A 5406»: 2 Mg ⊙
- Unterstand «Weiach-Sädelbach A 5407»
- Beobachterkaverne Hardwald ⊙
- Unterstand «Weiach-Griesgraben» F 6010: ⊙
- Unterstand F 6022 ⊙
- Unterstand, Kommandoposten Kompanie F 6024 ⊙
- Unterstand F 6025 ⊙
- Unterstand, Kommandoposten F 6027 ⊙
- Pak-Garage F 6028 ⊙
- Geländepanzersperre T 2708 ⊙
- Strassenbarrikade, Permanente Minensperre PMS T 2719/21 ⊙

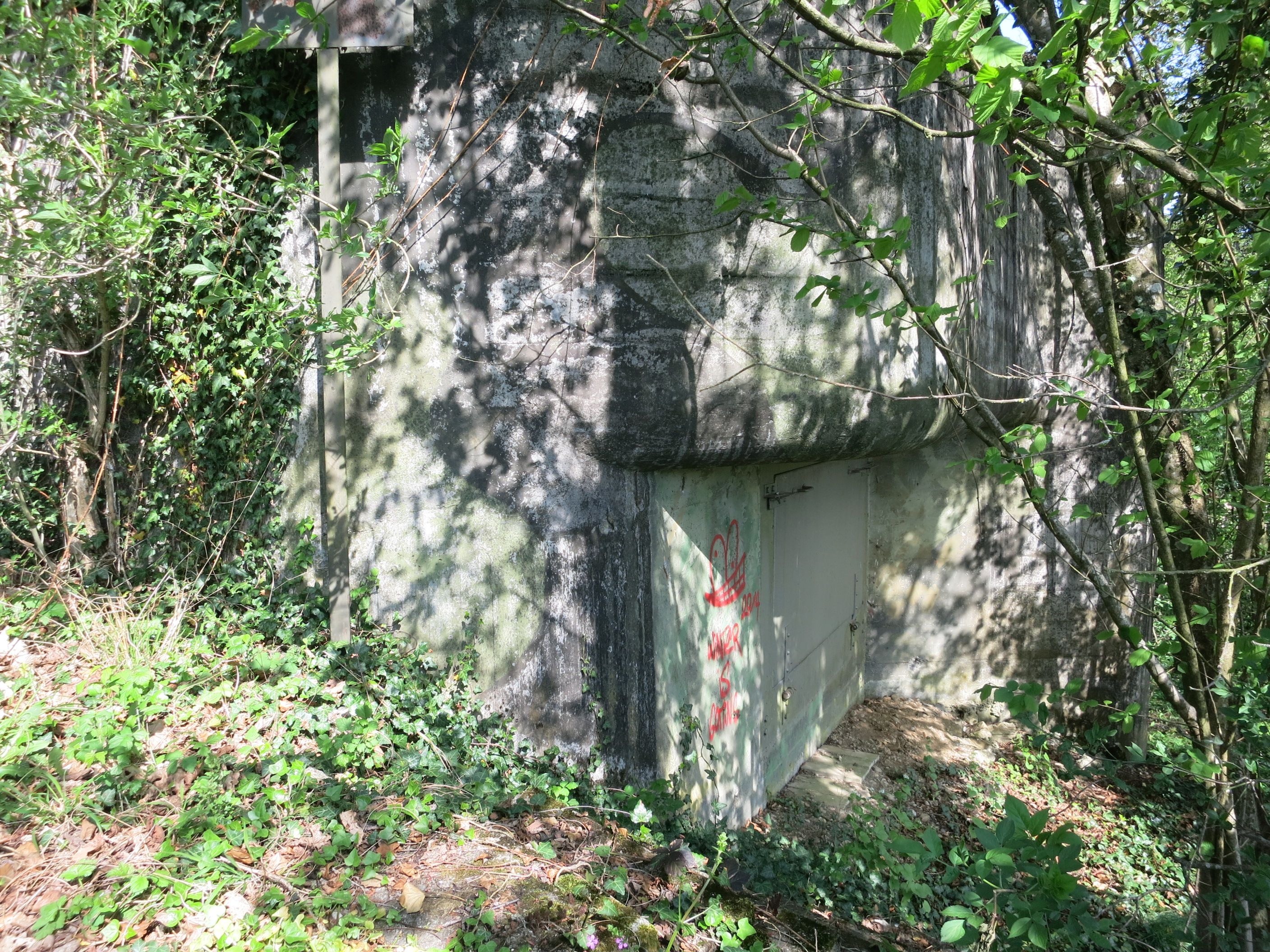
Infanteriebunker «Weiach West» A 5371
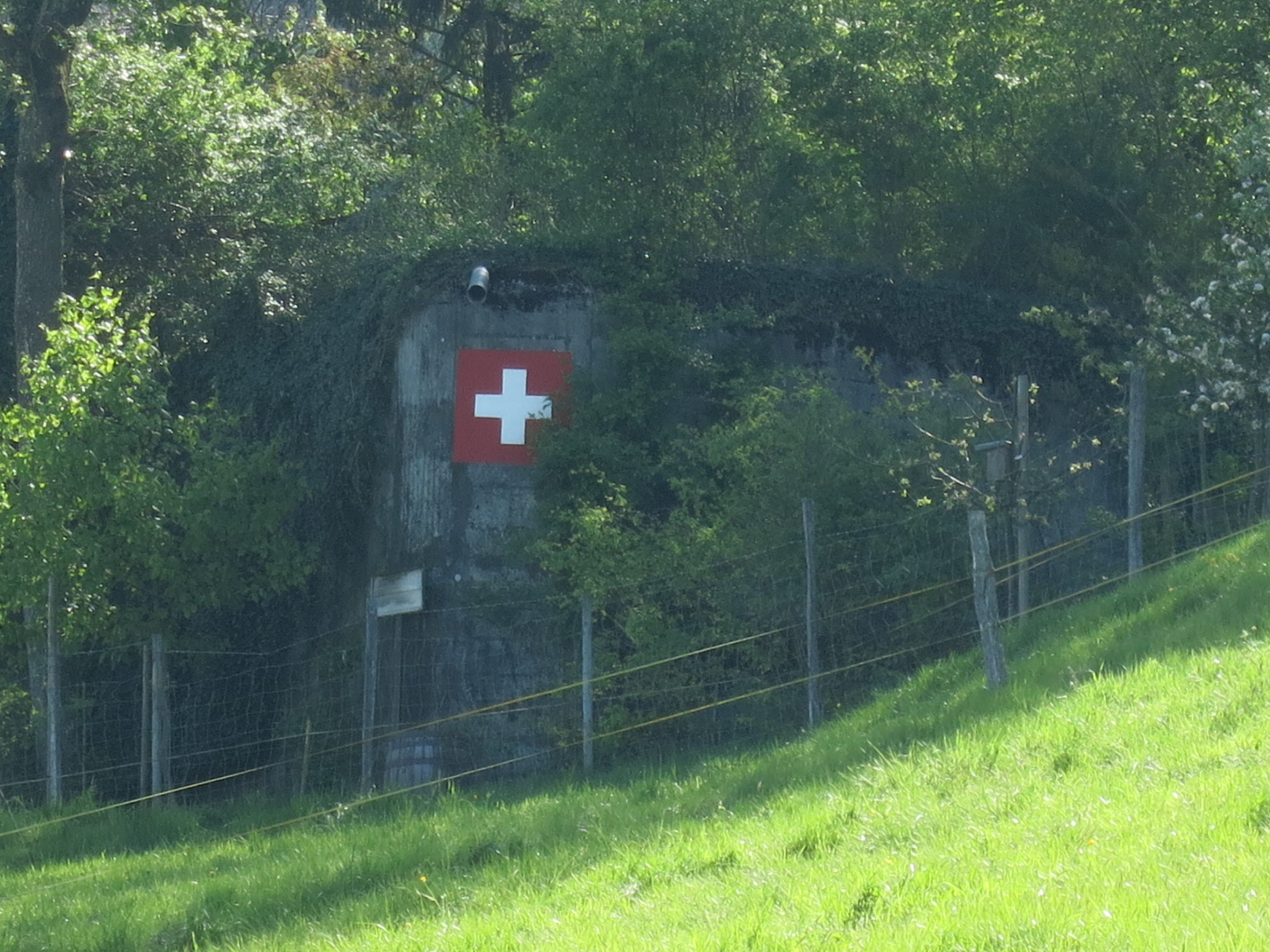
Infanteriebunker «Weiach Ost» A 5372
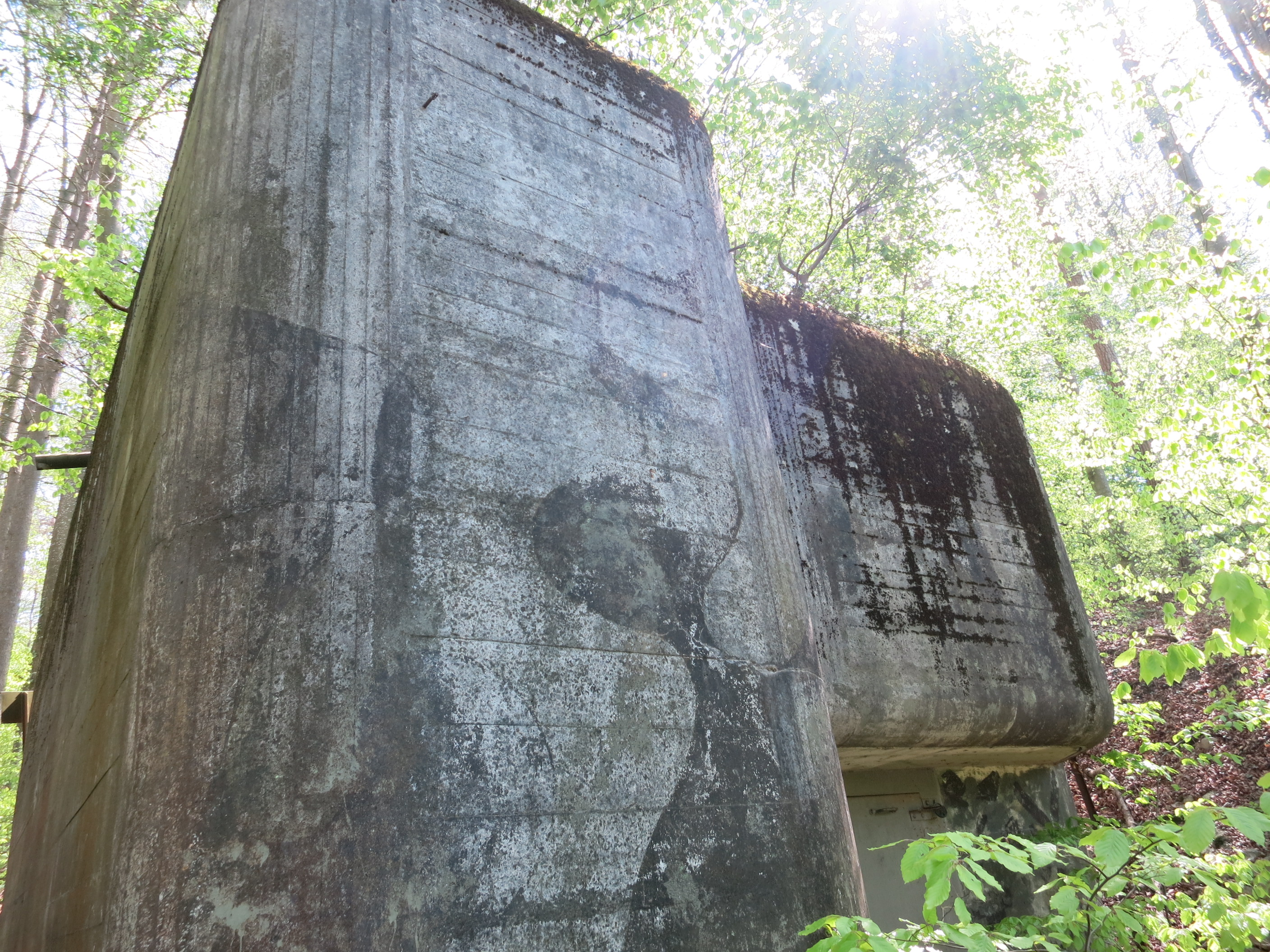
Infanteriebunker «Ofen Ost» A 5374
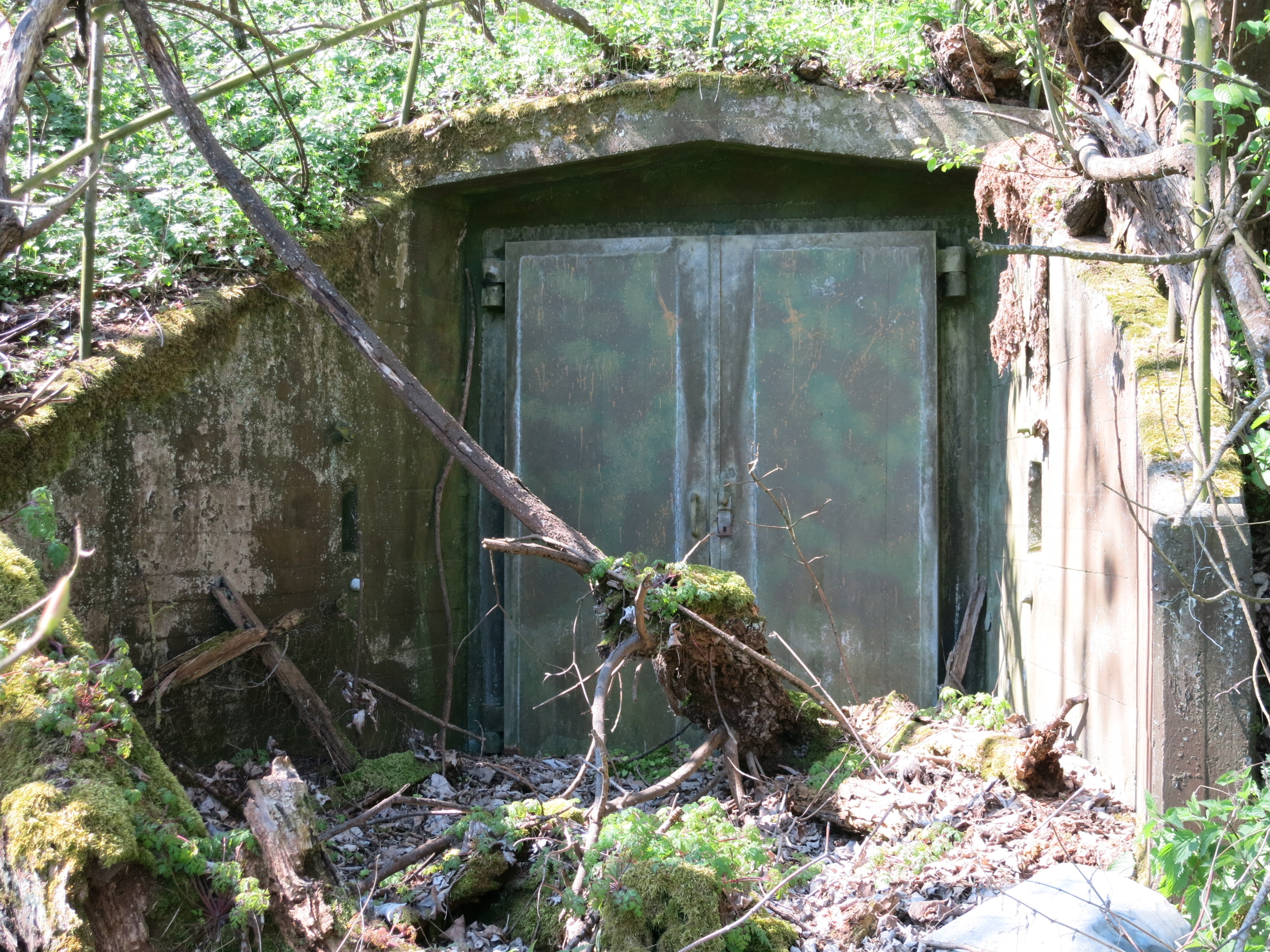
Pak-Garage Typ 22 «Ofen» F 6101

## Sperrestelle Zweidlen-Lätten
Die Sperrstelle Zweidlen–Lätten ZH (Armeebezeichnung Nr. 665) umfasste die Grenzbefestigung am Rhein östlich von Kaiserstuhl bis östlich Rheinsfelden sowie die zweite Verteidigungslinie von Zweidlen bis Laubberg-Dachsberg. Am Rhein und auf dem Laubberg wurden während des Aktivdienstes von 1939 bis 1941 vier Mg-Bunker und 17 Unterstände erstellt. Mitte der Sechzigerjahre wurden 40 moderne Anlagen und sieben Sprengobjekte gebaut.
- Infanteriebunker «Ofen West» A 5373 ⊙
- Infanteriebunker «Ofen Ost» A 5374 ⊙
- Infanteriebunker «Zweidlen Hörnli» A 5375  ⊙
- Infanteriebunker «Letten» A 5376 ⊙
- Unterstand «Häuligraben» A 5379 ⊙
- Infanteriebunker «Flüenen-Fisiloch»  A 5386 ⊙
- Unterstand «Weiach-Rütern Gnepf A 5408»
- Infanteriebunker «Hardwald» A 5410 ⊙
- Infanteriebunker «Zweidlen Station» A 5411 ⊙
- Infanteriebunker «EW Rheinsfelden» A 5412 (rückgebaut, von aussen nicht mehr sichtbar) ⊙
- Unterstand U12 «Weissengraben» A 5413 ⊙
- Infanteriebunker «Lohwag West»  A 5414 ⊙
- Infanteriebunker «Lohwag Ost» A 5415 ⊙

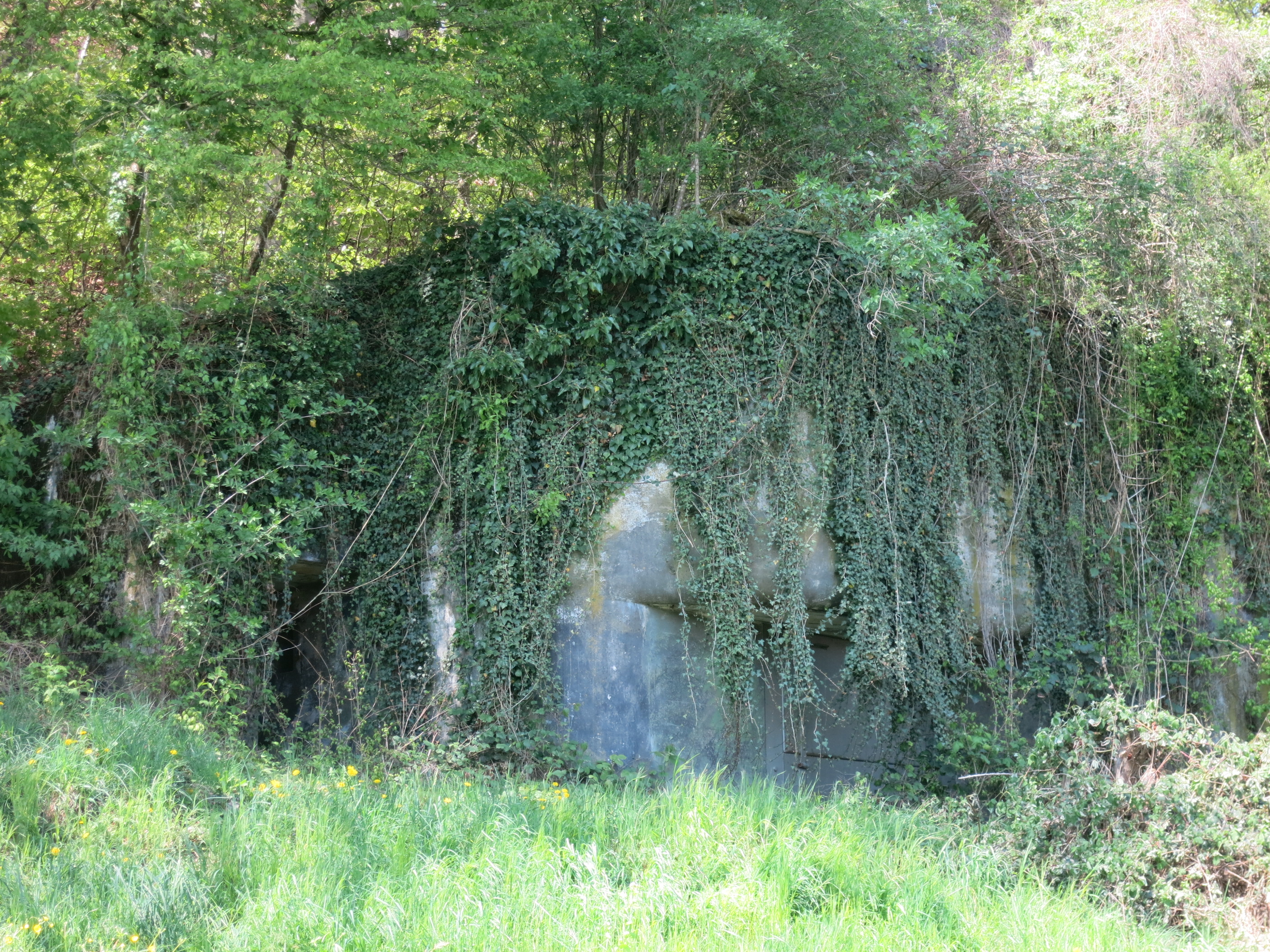
Infanteriebunker «Zweidlen Hörnli» A 5375
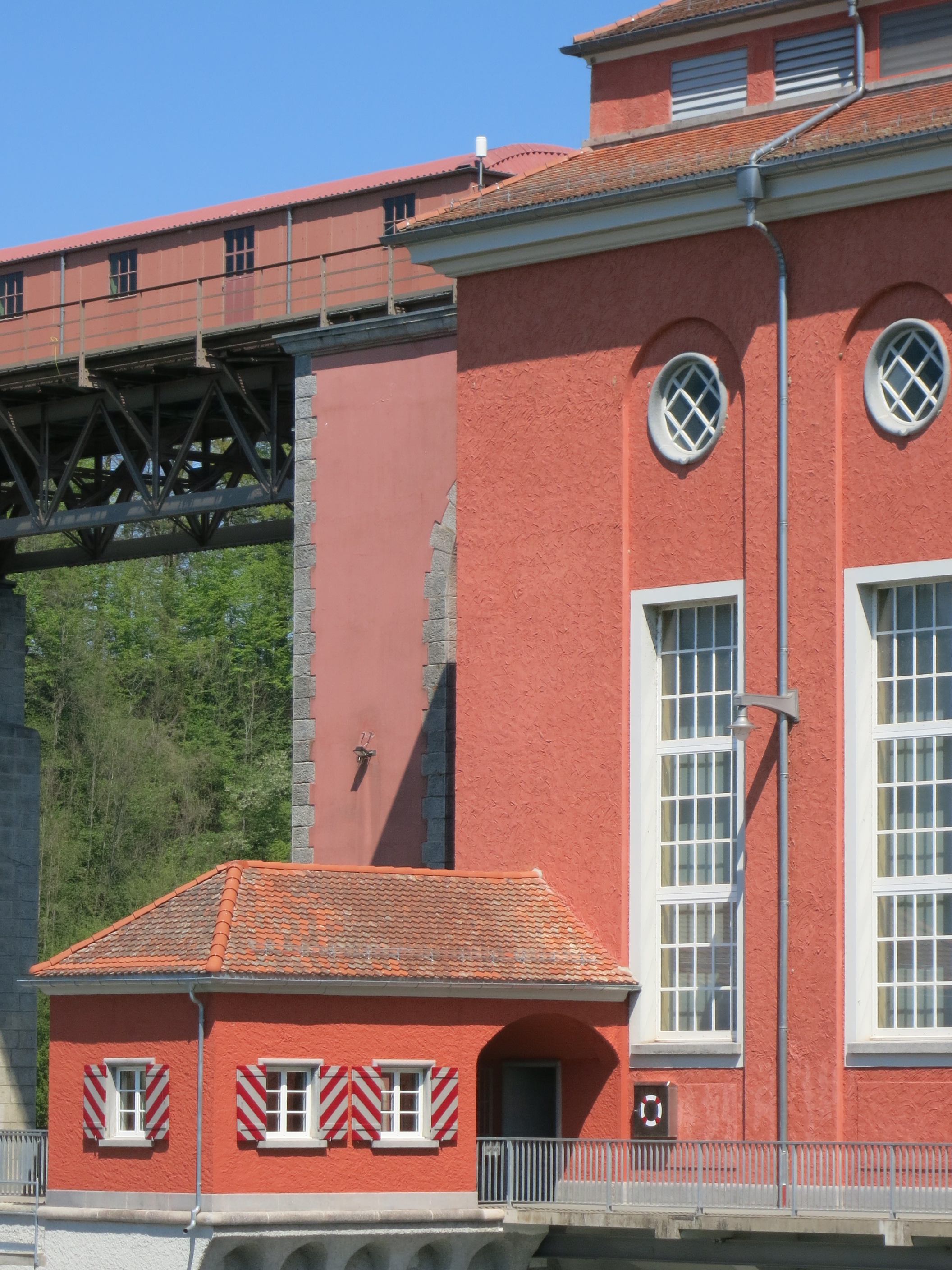
Rückgebauter Infanteriebunker «EW Rheinsfelden» A 5412 unter der Dachecke (über dem ehemaligen Zollhäuschen)
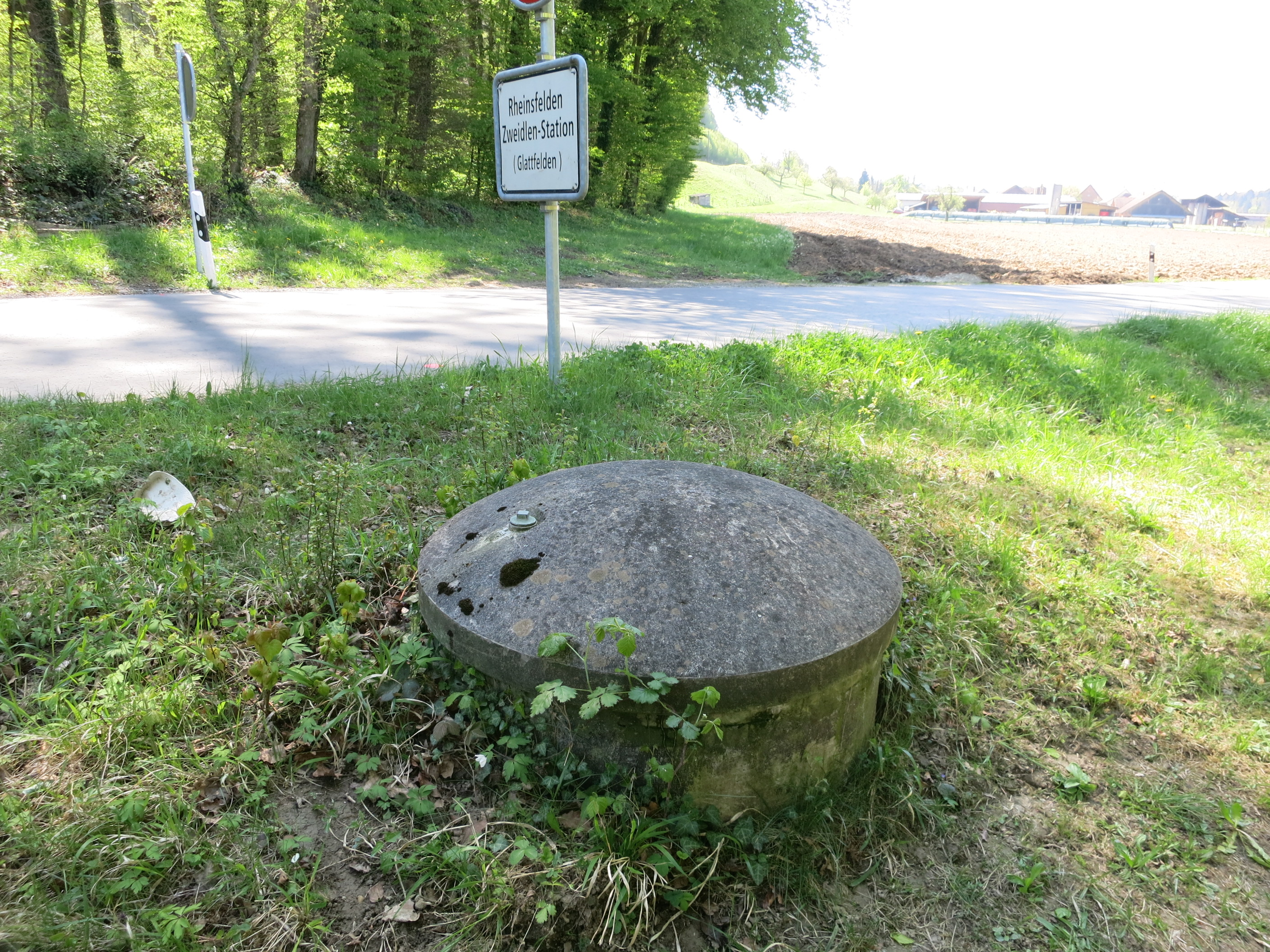
Kubu Rheinsfelden
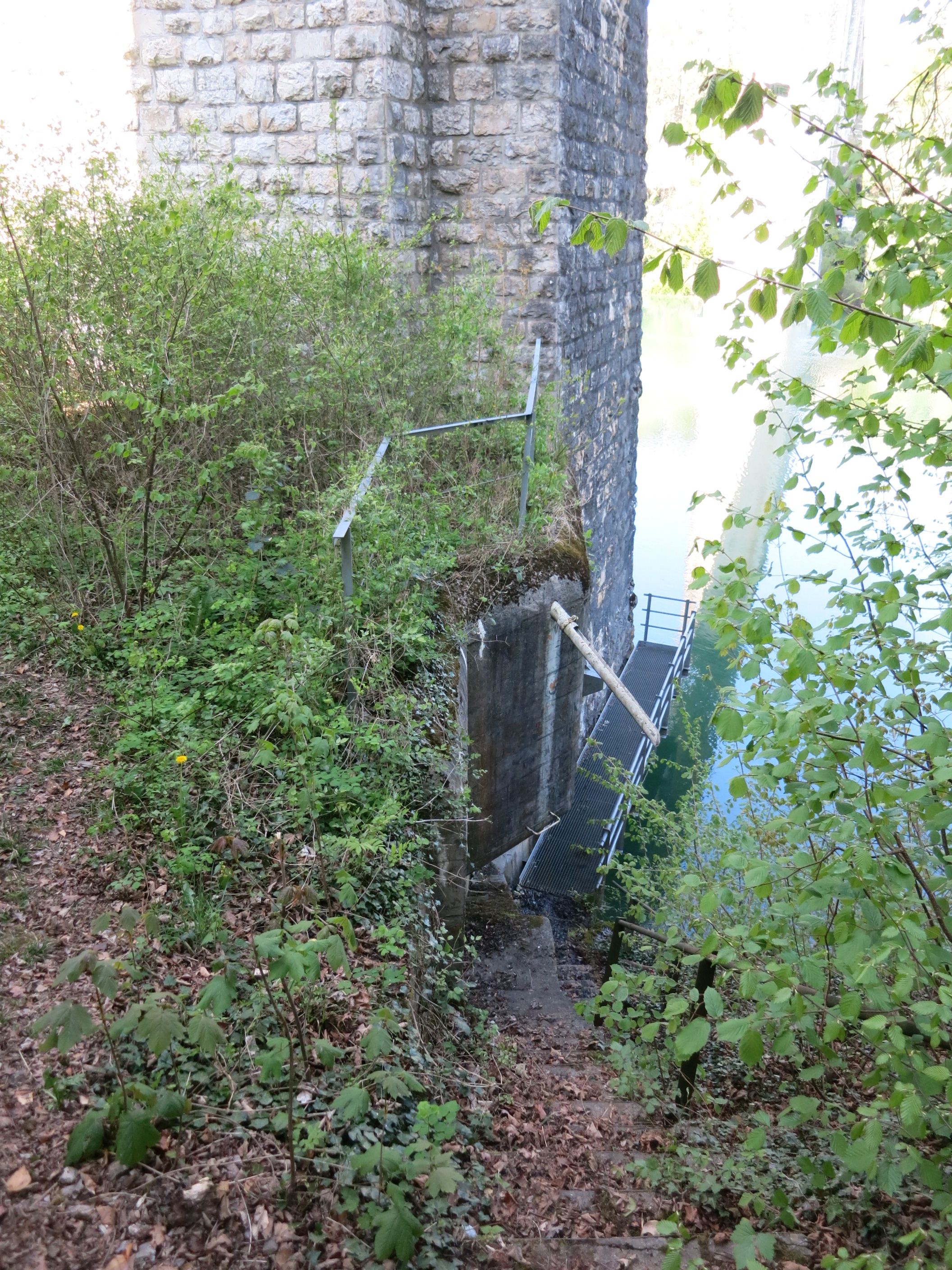
Infanteriebunker «Eglisau Bahnbrücke» A 5418

- Pak-Garage F 6082 ⊙
- Unterstand F 6083 ⊙
- Unterstand F 6085 ⊙
- Pak-Garage F 6086 ⊙
- Pak-Garage Typ 22 «Ofen» F 6101 ⊙
- Unterstand F 6103 ⊙
- Unterstand F 6104 ⊙
- Permanente Minensperre PMS T 2674 ⊙
- Permanente Minensperre PMS T 2734/35 ⊙[6][7]

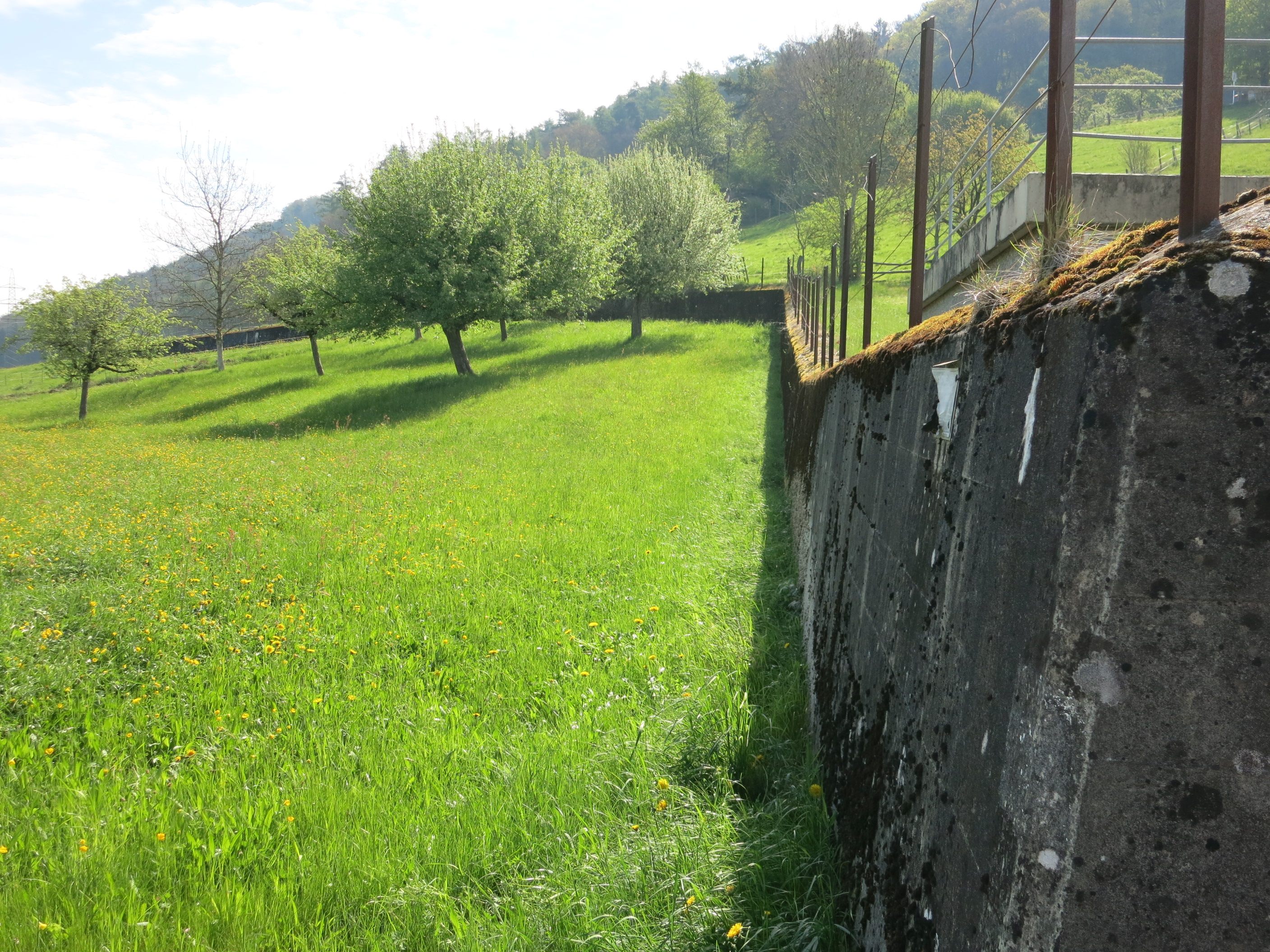
Geländepanzerhindernis Weiach T 2708
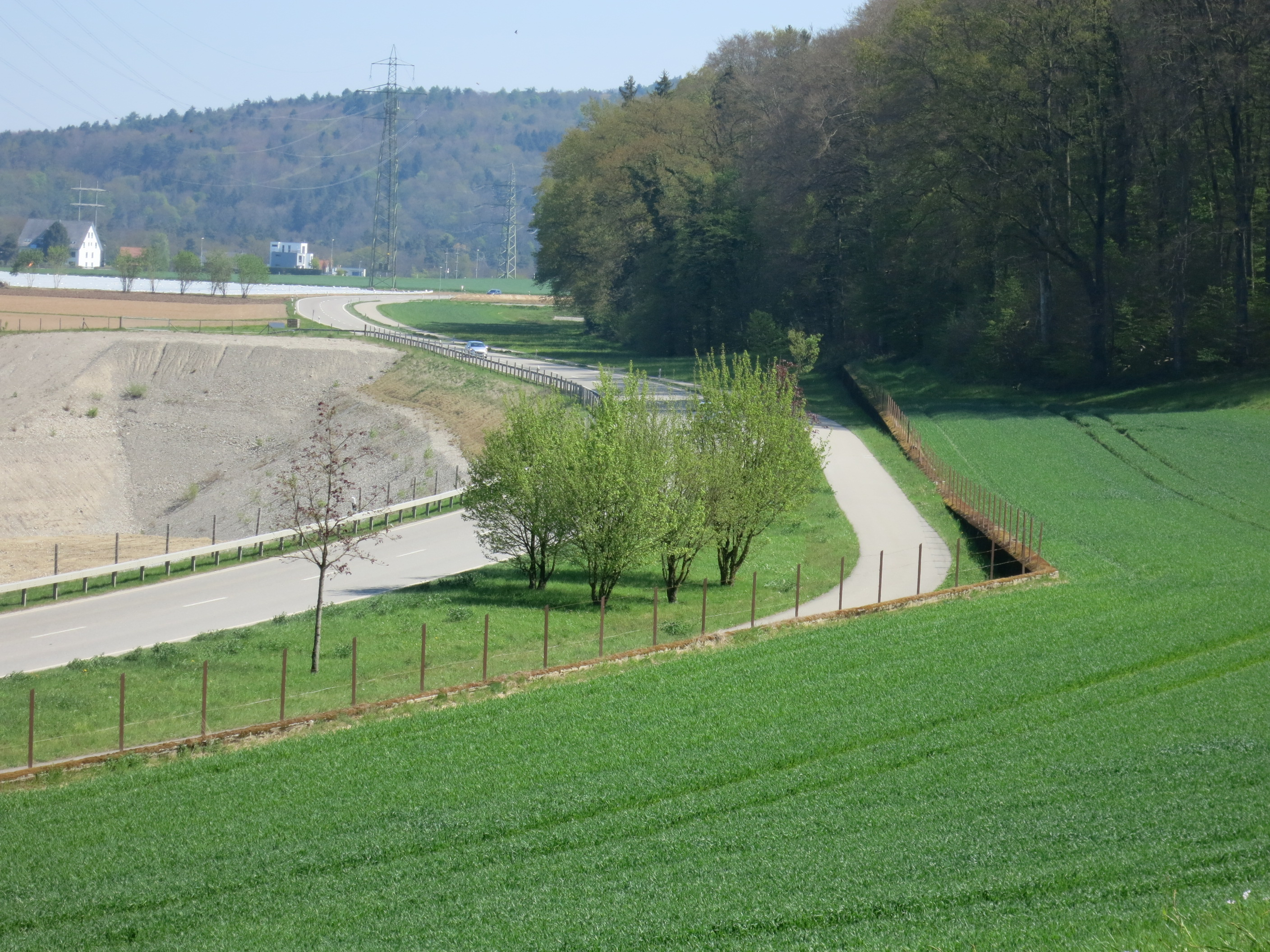
GPH Ofen T 2708
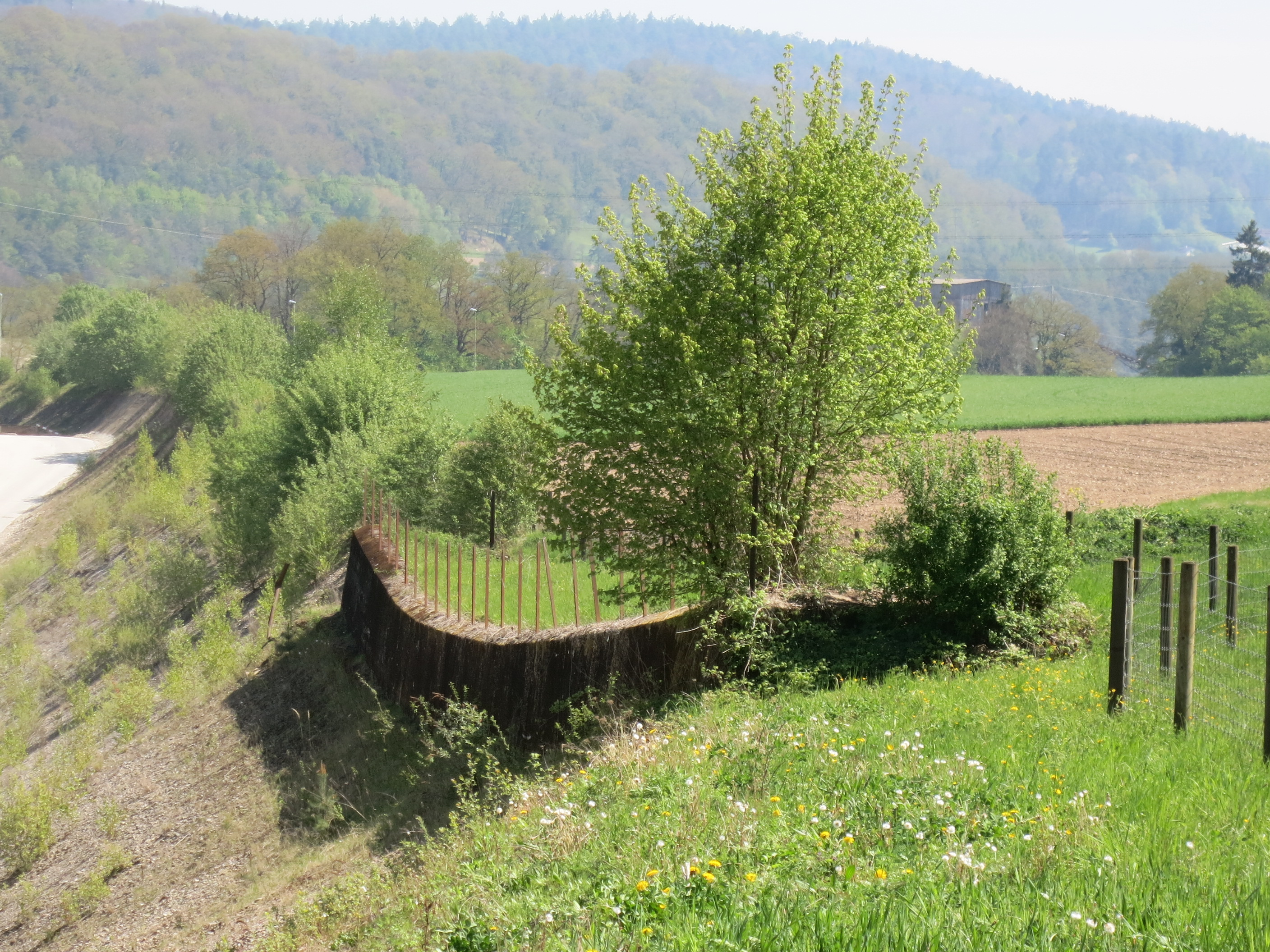
GPH Letten T 2708
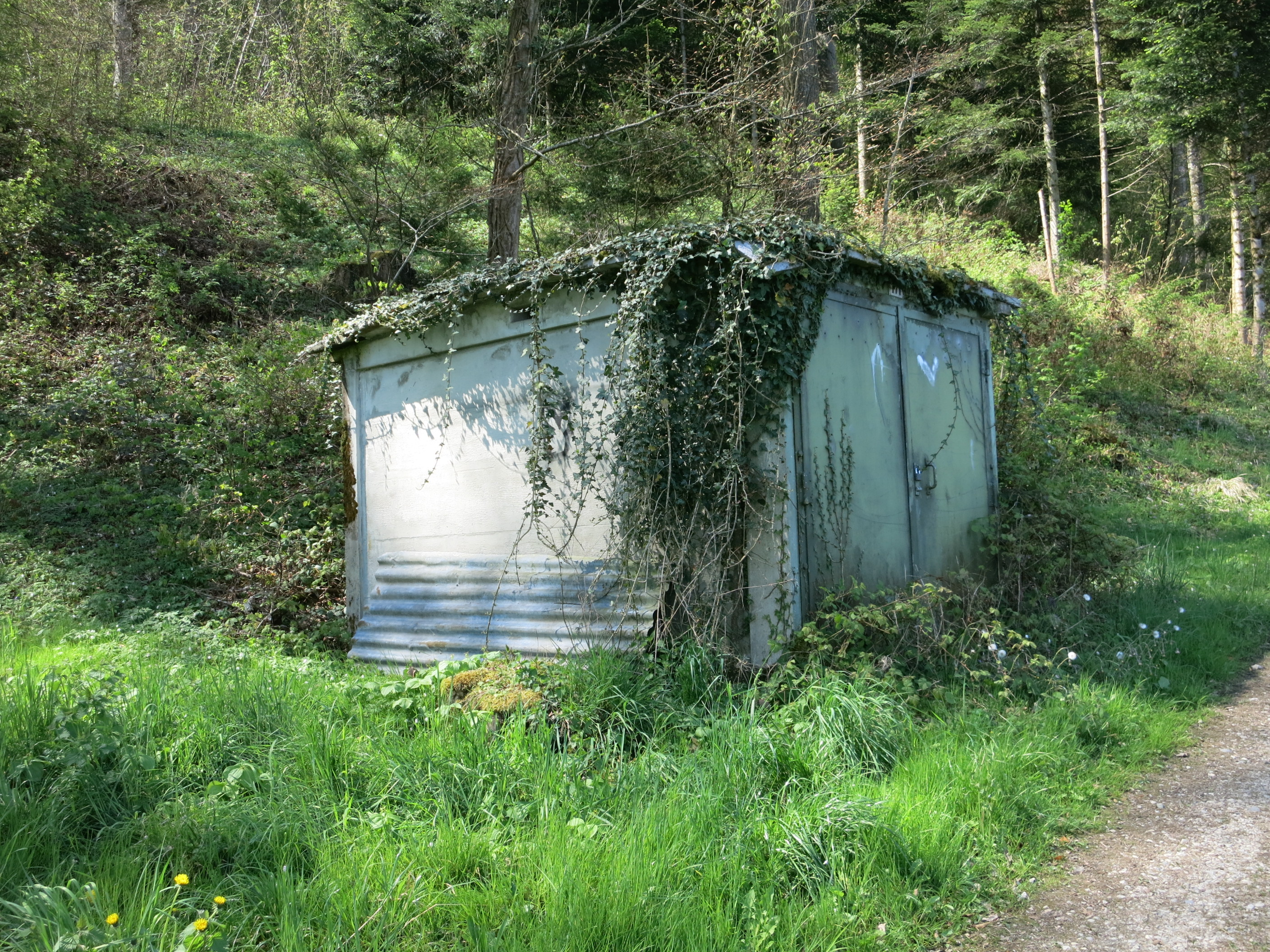
Barrikadendepot Ofen

## Sperrstelle Eglisau-Seglingen und Tössriedern-Wagenbrechi
Die Sperre Eglisau (Armeebezeichnung Nr. 659) mit den Rheinübergängen (Brückenkopf Eglisau) war wegen der strategischen Bedeutung der Bahnbrücke ein wichtiger Teil des Verteidigungsdispositivs. Zwischen 1935 und 1937 wurden Panzersperren und ein Infanteriewerk (A 5420) oberhalb der Strassenbrücke erstellt sowie vor dem Weltkrieg zwei Mg-Stände, als Fortsetzung der linksrheinischen Bunkerkette von Basel bis Stein am Rhein. Während den 1960er Jahren wurde die Sperre mit Unterständen und einer Pak Garage ergänzt. Sie gilt als militärhistorisches Denkmal von nationaler Bedeutung.
Die Sperre Seglingen (Armeebezeichnung Nr. 660) ist die zweite Abwehrlinie hinter dem Rhein. Sie wurde 1941 bei der Seglinger Senke zwischen Hilten- und Rhinsberg (ca. 1 km südlich von Eglisau) mit drei Infanteriebunkern, einer Tankmauer und einem Höckerhindernis samt acht Durchlässen befestigt, um die Bahn- und Strassenverbindung Eglisau-Bülach sperren zu können. Im Kalten Krieg kamen über ein Dutzend moderne Unterstände hinzu. Die Sperre Wagenbrechi-Tössriedern (Armeebezeichnung Nr. 656) umfasst Anlagen der ersten Verteidigungslinie am Rhein und der zweiten bei der sogenannten «Wagenbrechi».
- Infanteriebunker «Chaibwies» A 5390 ⊙
- Unterstand U12 Seglingen Birchstud A 5392 ⊙
- Infanteriebunker Wölflishalde Nord A 5393 ⊙
- Infanteriebunker Wölflishalde Süd A 5394 ⊙
- Unterstand U12 Wölflishalden Oberholz A 5395 ⊙
- Unterstand U12 Lindirain alte Kiesgrube A 5396 ⊙
- Infanteriebunker Eglisgrund A 5397 ⊙

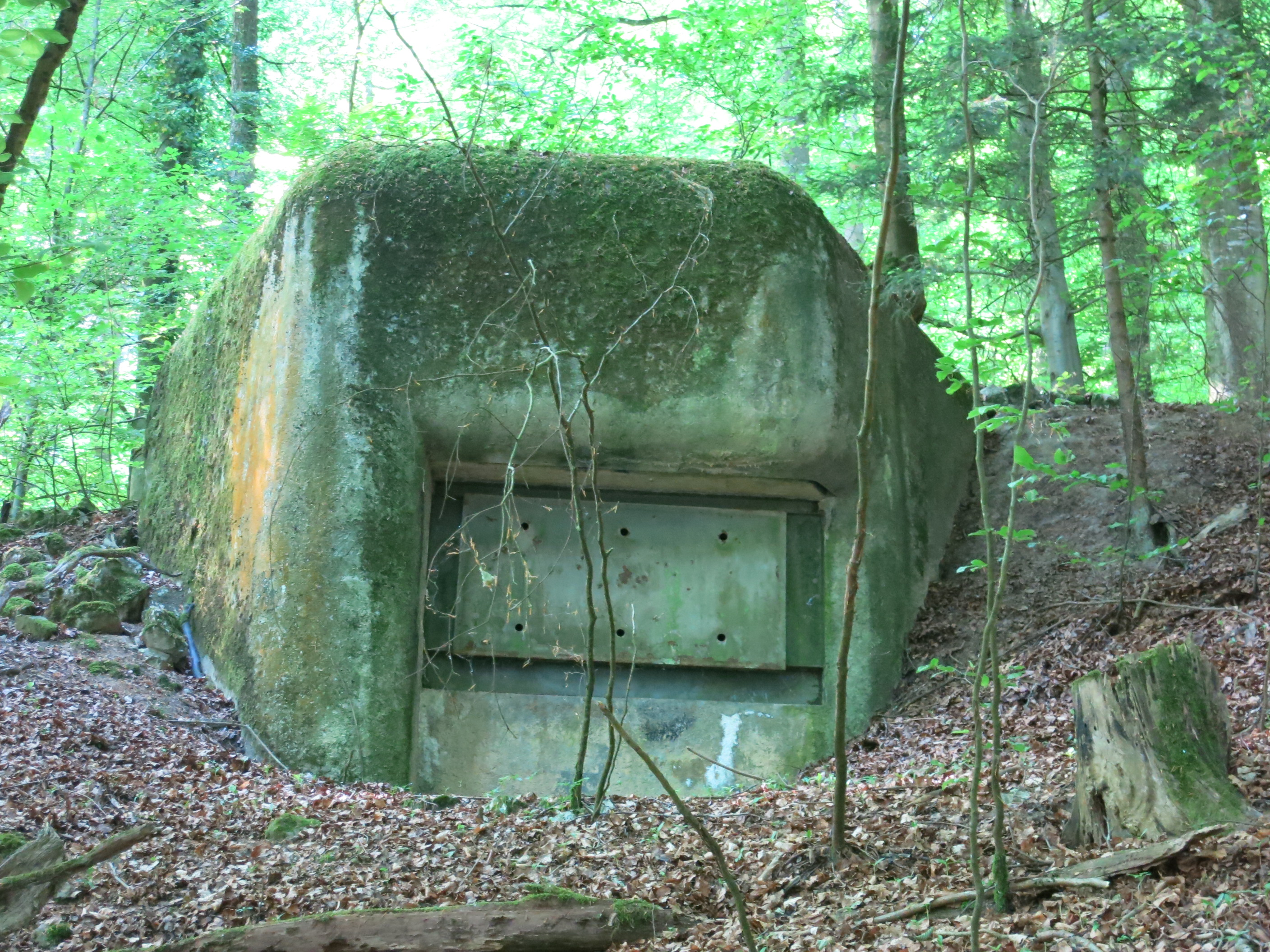
Infanteriebunker «Chaibwies» A 5390
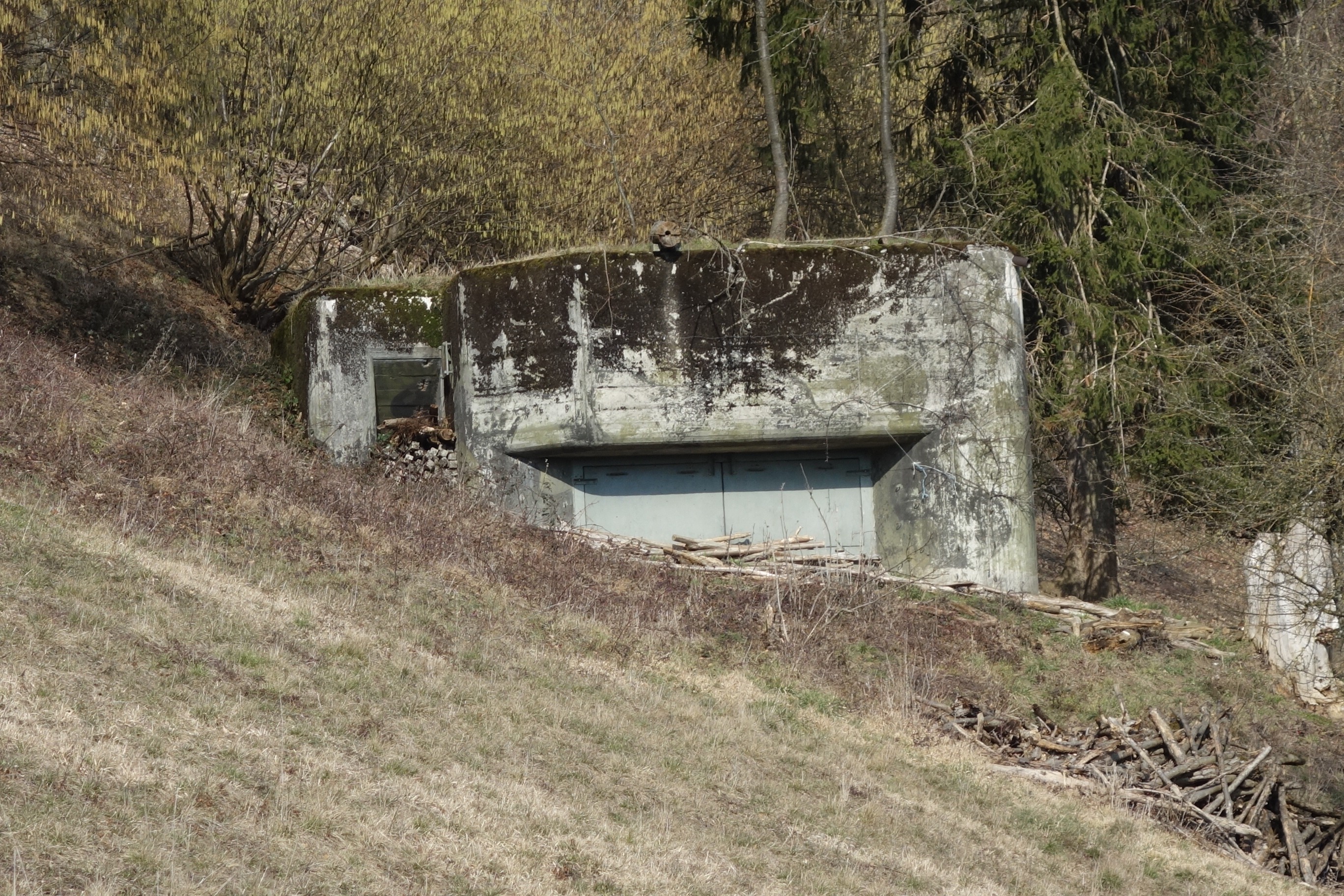
Infanteriebunker Wölflishalde Nord A 5393
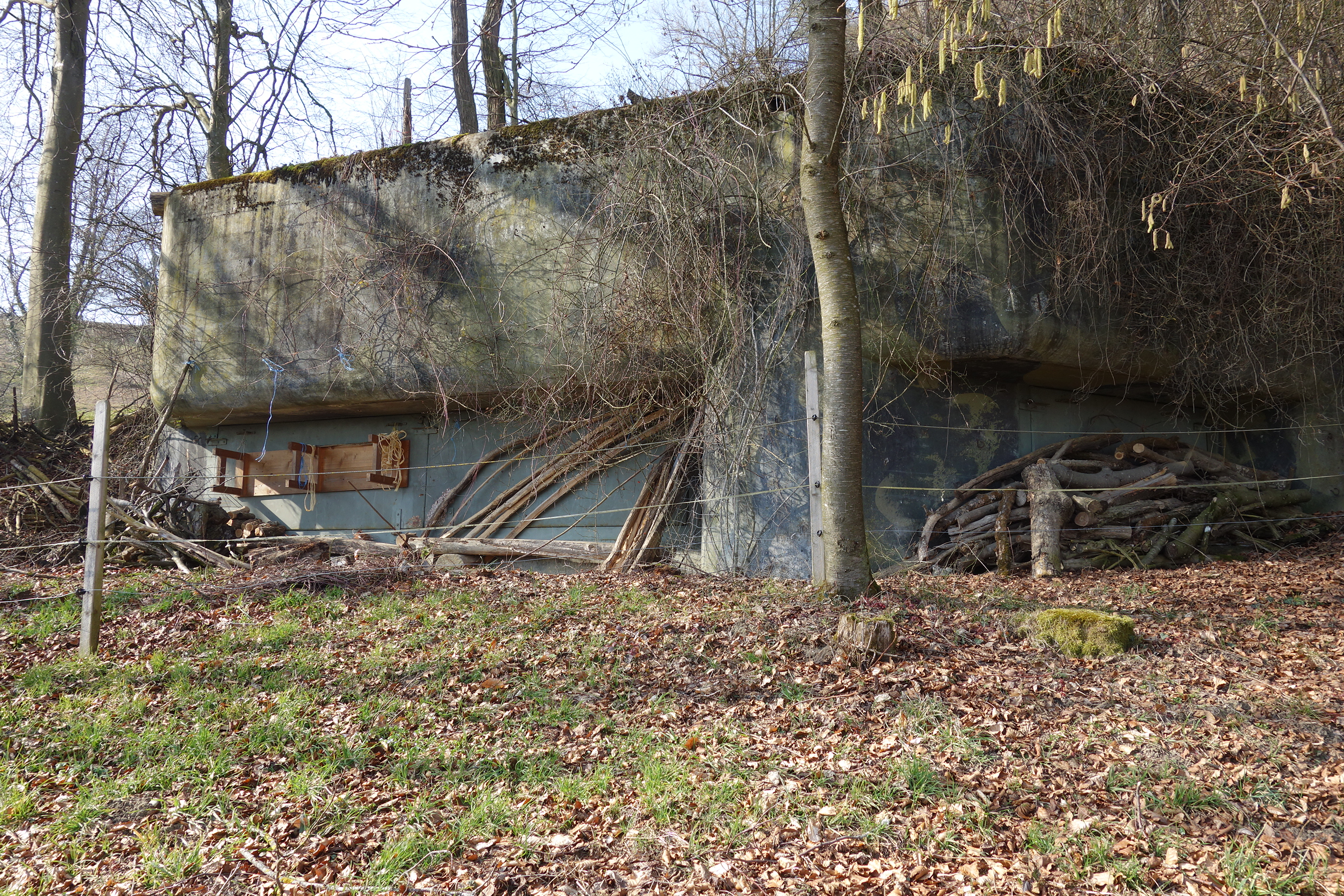
Infanteriebunker Wölflishalde Süd A 5394
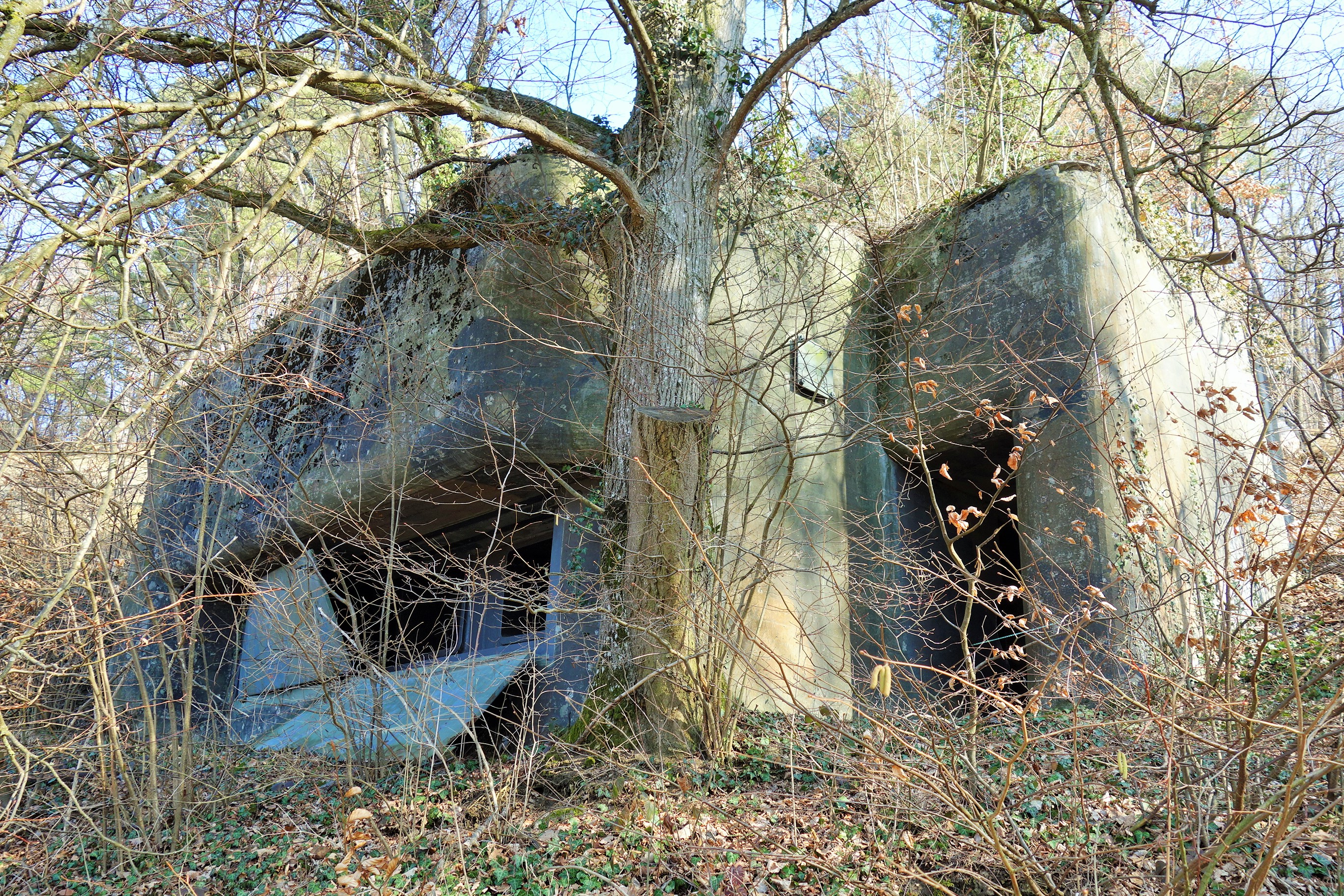
Infanteriebunker Eglisgrund A 5397

- Unterstand «Grossäcker» A 5416 ⊙
- Unterstand «Einsiedler» A 5417
- Infanteriebunker «Eglisau Bahnbrücke» A 5418 ⊙
- Unterstand/ZMS «Seglingen Rheinbrücke» A 5419 ⊙
- Infanteriebunker «Seglingen Rheinbrücke» A 5420 ⊙
- Infanteriebunker «Seglingen Widerlager» A 5421 ⊙

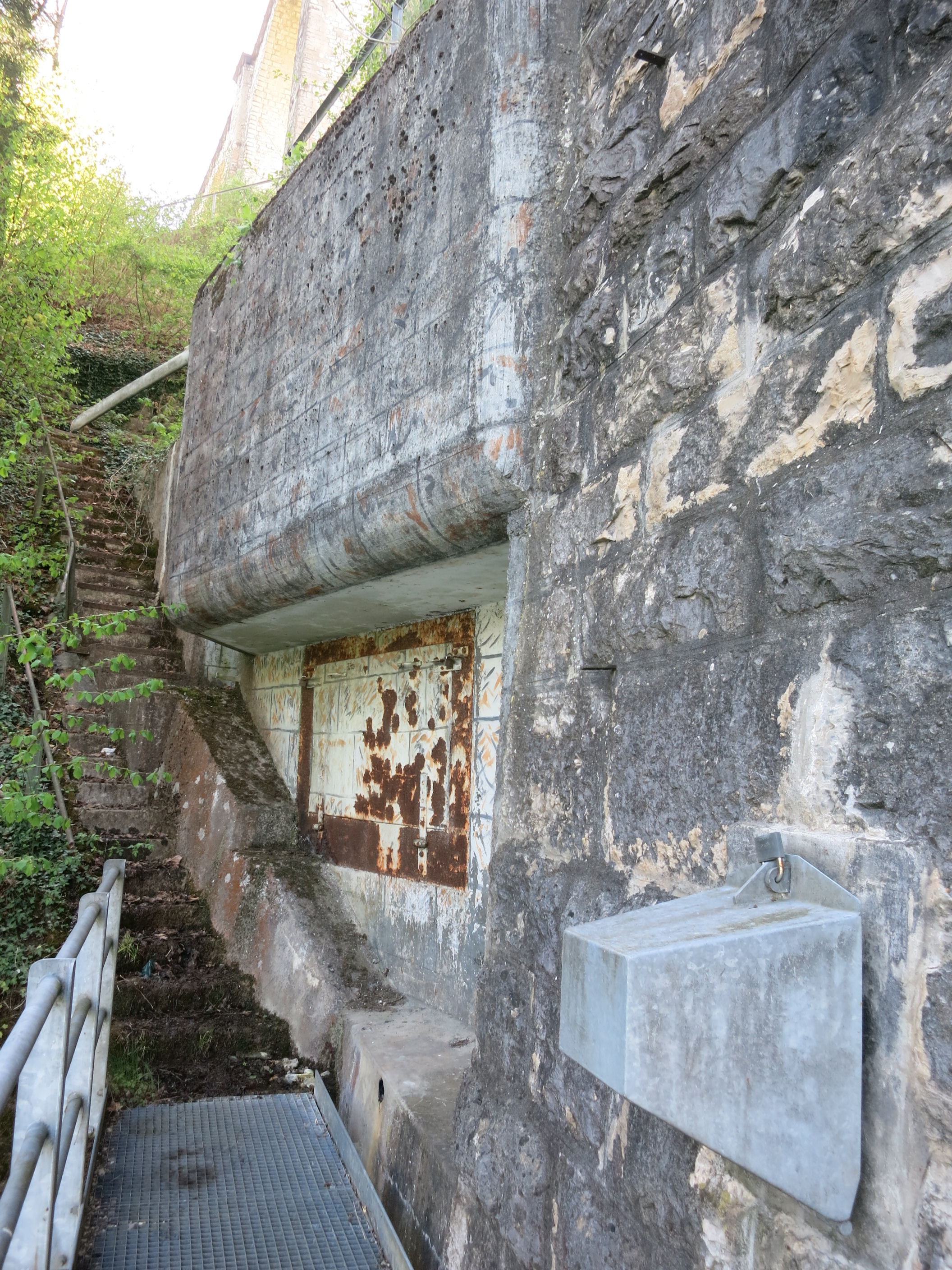
Infanteriebunker «Eglisau Bahnbrücke» A 5418
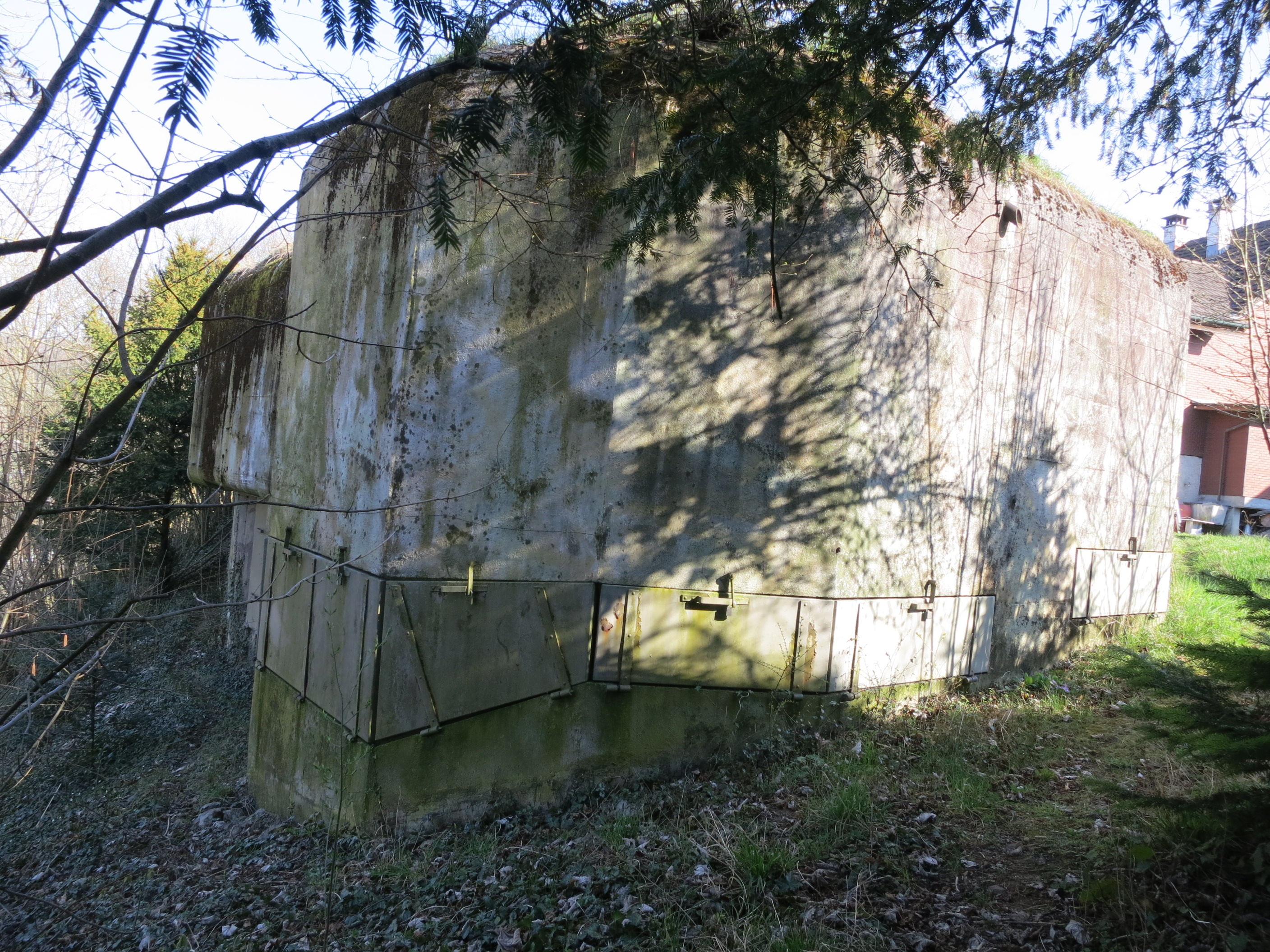
Infanteriebunker Seglingen Rheinbrücke A 5420
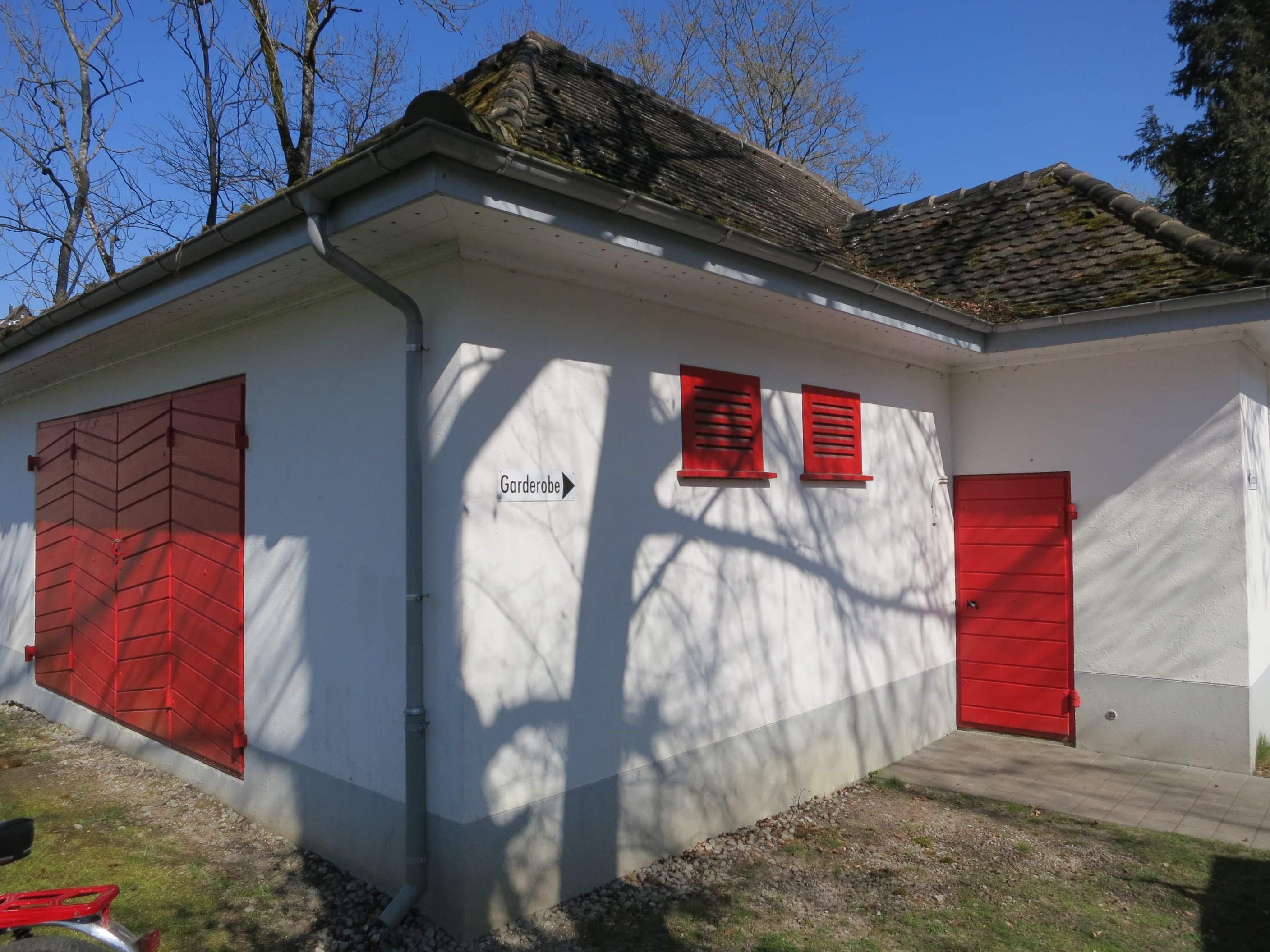
Infanteriebunker Seglingen «Widerlager» A 5421
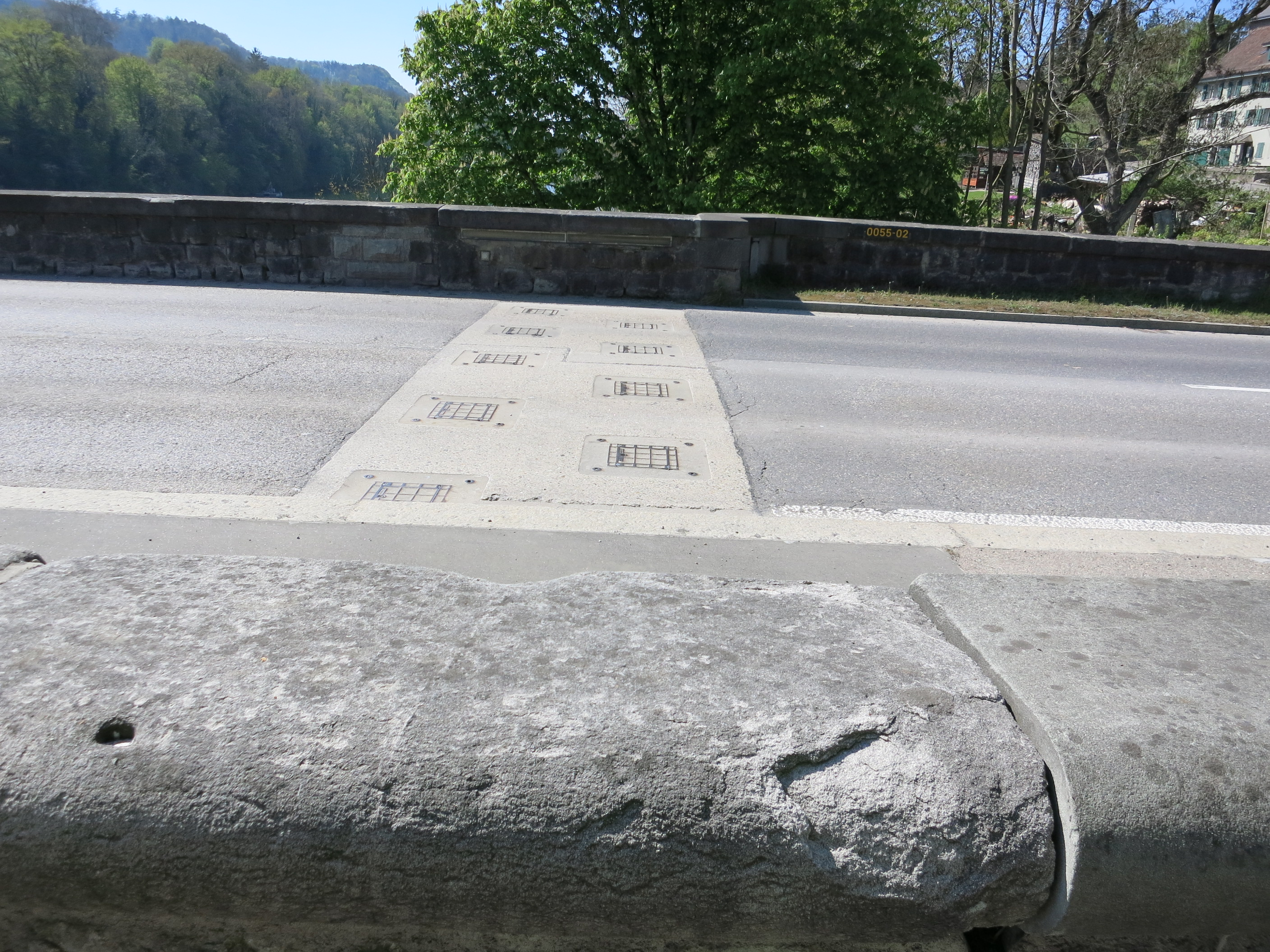
Barrikade Strasse Eglisau Brücke T 2752 (oder T 2750)

- Infanteriebunker «Lochmühle» A 5422 ⊙
- Unterstand U12 Lindirain N A 5423 ⊙
- Infanteriebunker «Fuchsbach» Buchberg A 5424 ⊙
- Lmg Bunker «Kanarienvogel» A 5425 Tössriedern ⊙
- Lmg Bunker «Bächlistellung» A 5426 Tössriedern ⊙
- Mg Bunker Tössriedern A 5427 Tössriedern ⊙
- Unterstand U12 Wagenbrechi Zieglen A 5428 ⊙
- Infanteriebunker Wagenbreche Heimgarten A 5429 ⊙
- Infanteriebunker Tössegg A 5431 ⊙
- Pak-Garage Typ 22 Eglisau Bertlen F 6189 ⊙
- Pak-Garage Typ 22 Galgenbuck F 6191 ⊙
- Pak-Garage Typ 22 Wölflishalden Löchli F 6211 ⊙
- Unterstand Wagenbrechi F 6239 ⊙
- Pak-Garage U22 Wagenbrechi N F 6240 ⊙
- Geländepanzerhindernis GPH Seglingen Senke T 2748 ⊙
- Barrikade Rheinbrücke Strasse Eglisau T 2752 ⊙
- Sprengobjekt SprO Rheinbrücke Bahn Eglisau M0683 ⊙
- SprO Rheinbrücke Strasse Eglisau M0684 ⊙

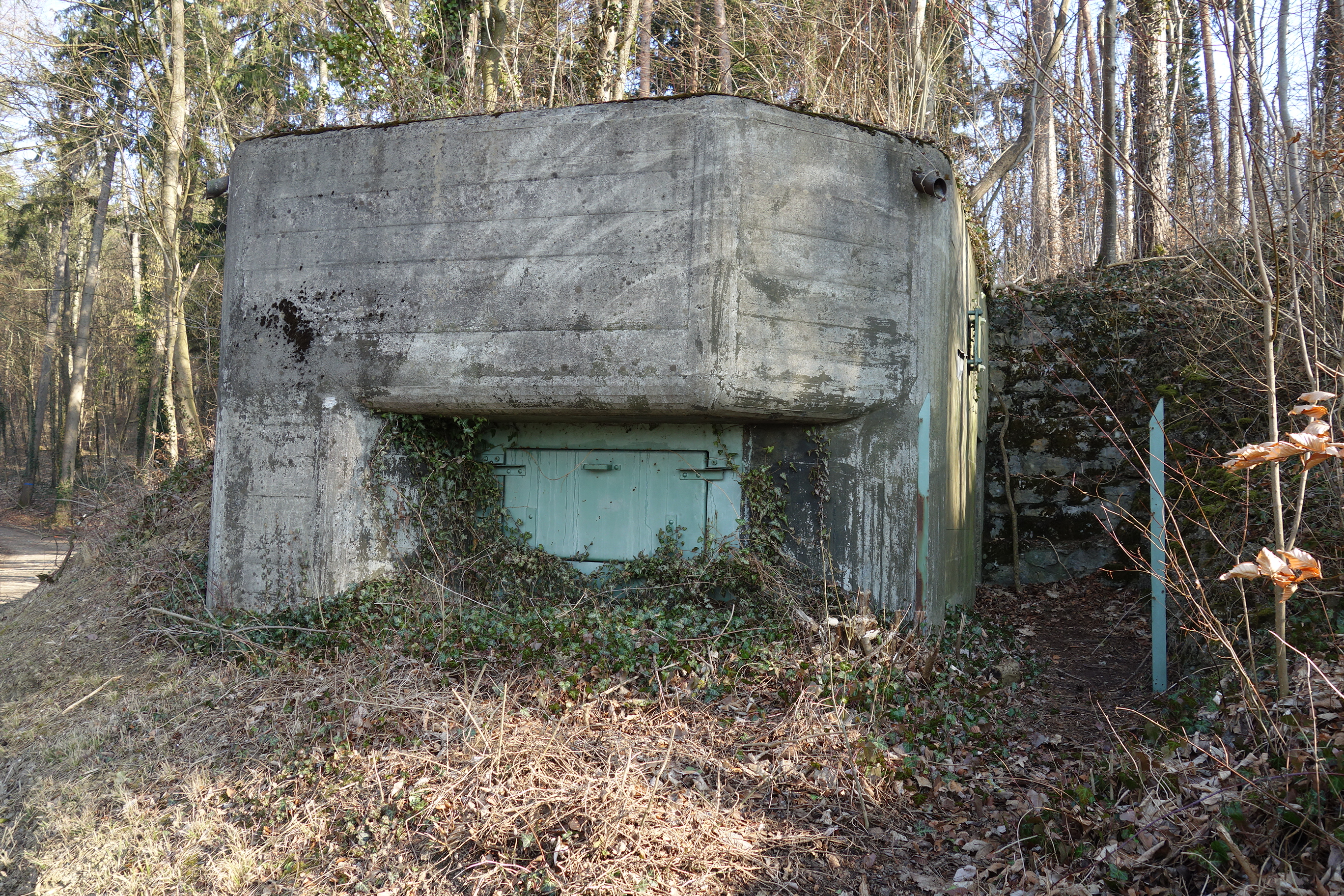
Infanteriebunker Wagenbrechi Heimgarten A 5429
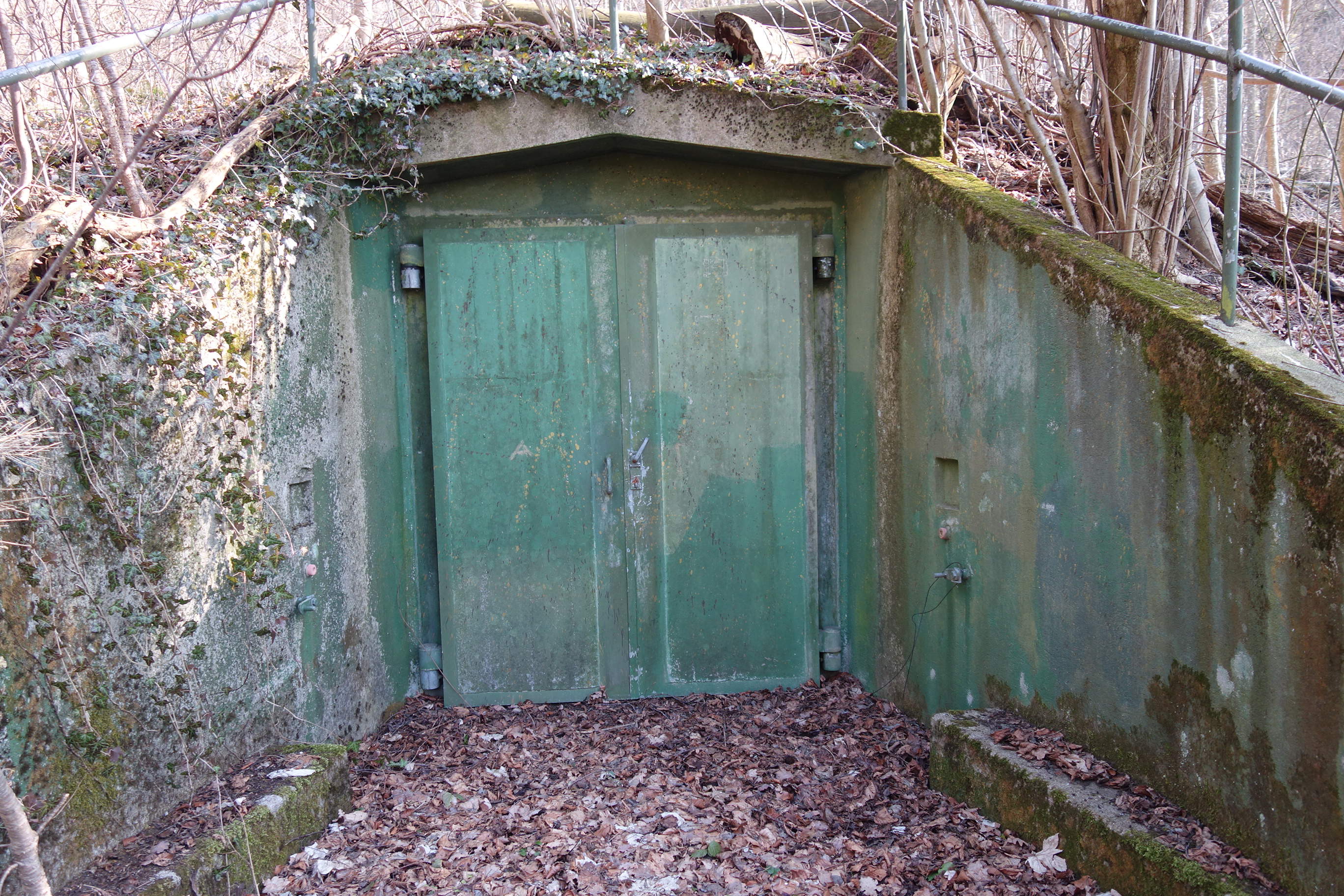
Pak-Garage U22 Wagenbrechi F 6240
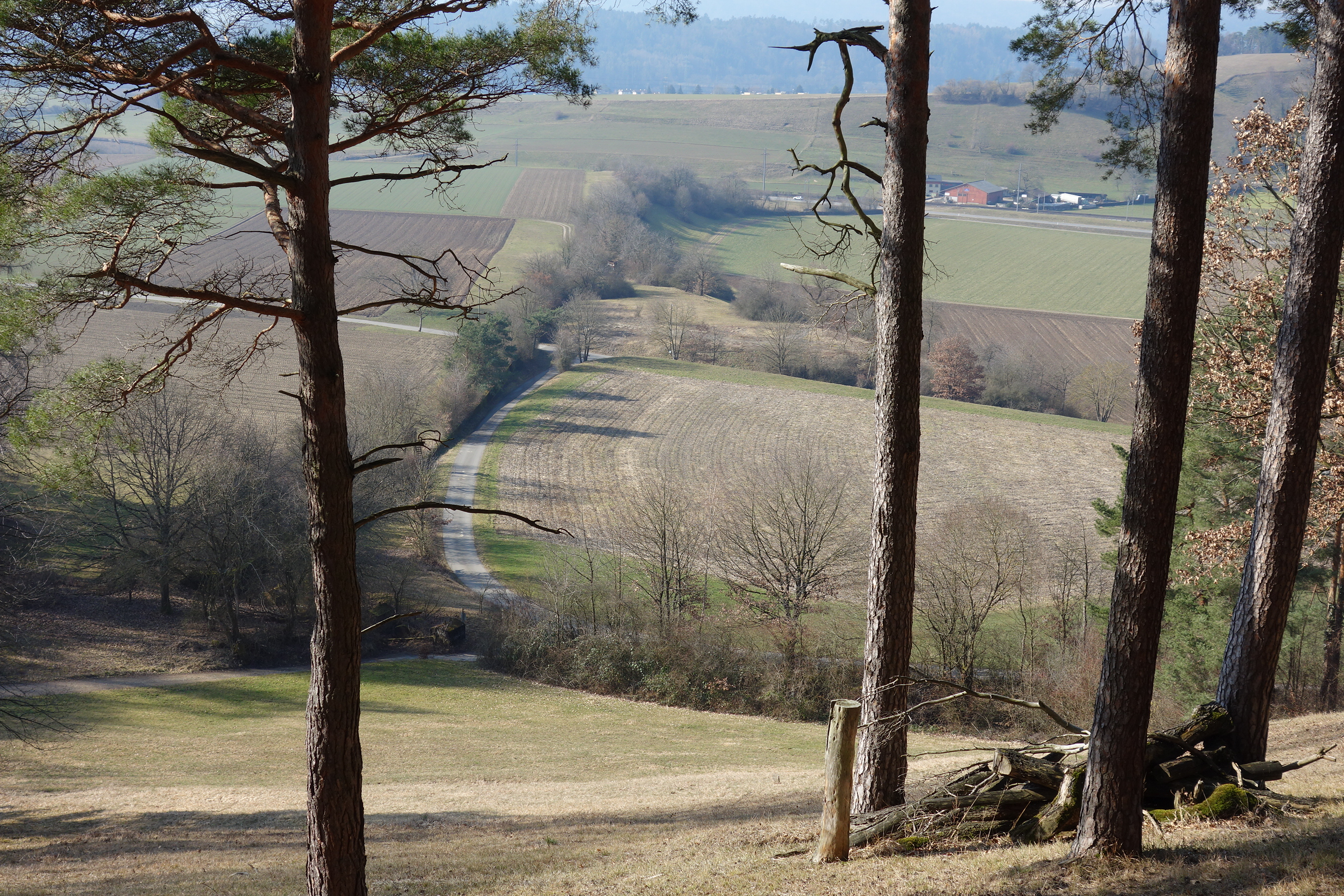
GPH Seglingen Senke T 2748 Ostende
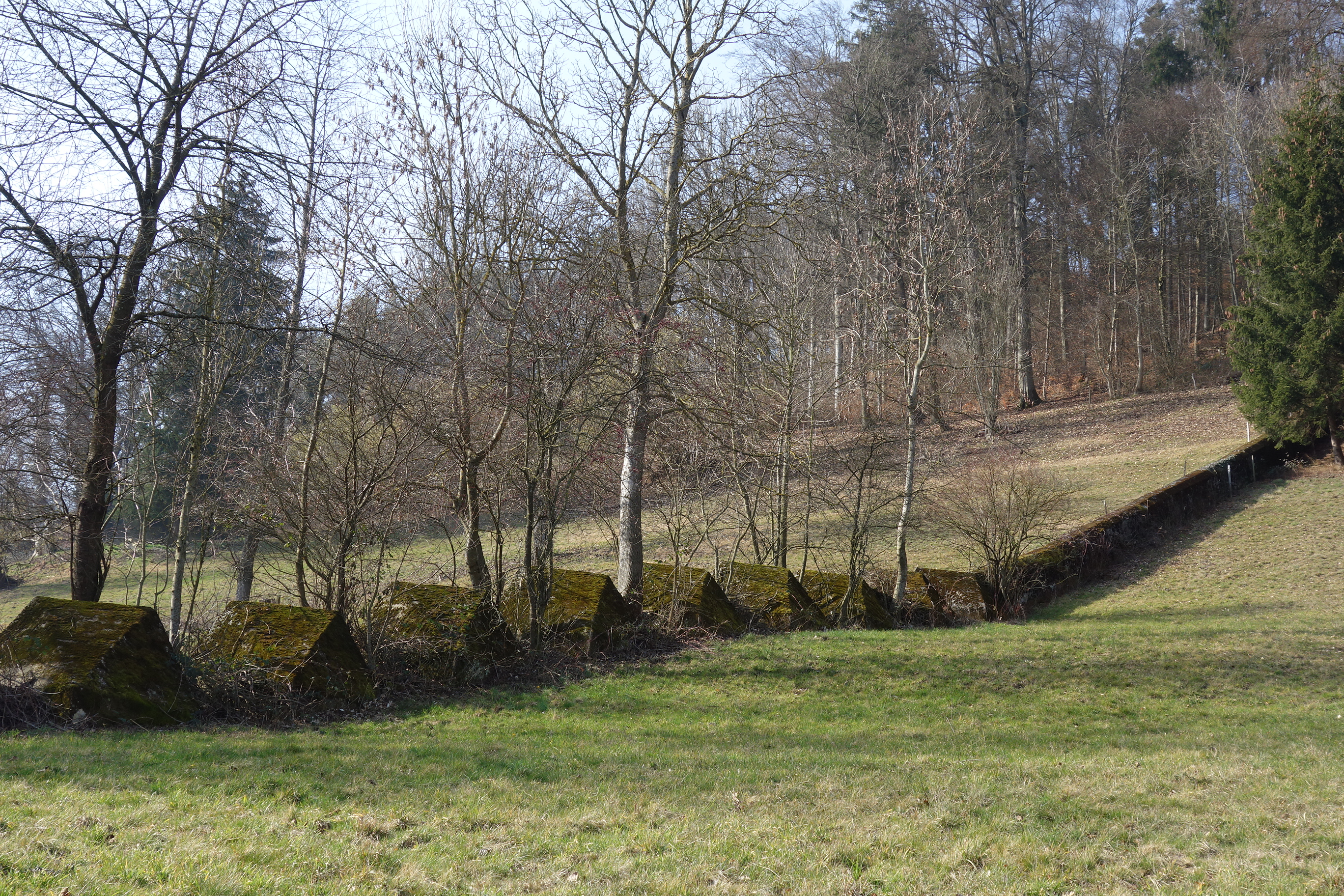
GPH Seglingen Senke T 2748 Westende